# Paris Saint-Germain Football Club (féminines)
Pour les articles homonymes, voir PSG (homonymie).
Cet article concerne la section féminine du PSG FC. Pour le club lui-même, voir Paris Saint-Germain Football Club.
Maillots
La section féminine du Paris Saint-Germain Football Club, couramment abrégée en PSG féminin ou simplement PSG, est un club de football français basé à Paris et créé en 1971, un an après la création de la structure masculine.
Le club participe pour la première fois au championnat de France de première division en 1979 et s'y maintient trois saisons. Il retrouve l'élite en 1986 pour six saisons, puis de nouveau en 2001, niveau qu'il n'a depuis jamais quitté.
Le club obtient son premier titre majeur avec le Challenge de France remporté en 2010 face à Montpellier suivi en  2018 d'une nouvelle Coupe de France, premier titre depuis la professionnalisation du club en 2012. En effet, racheté par le fonds souverain Qatar Sports Investments (QSI) en 2011, le club bénéficie de forts investissements et devient vice-champion de France huit fois, de 2011 à 2020. En 2015, il participe également à sa première finale de Ligue des champions, finale de nouveau atteinte en 2017. Le PSG devient champion de France pour la première fois de son histoire en 2021 et remporte une nouvelle Coupe de France l'année suivante.
L'équipe première est entraînée par Fabrice Abriel et participe en 2024-2025 au championnat de première division pour la 24e saison consécutive. Elle s'entraîne et joue la plupart de ses matchs à domicile au Campus PSG à Poissy, dans les Yvelines.

## Histoire

### Les débuts du football féminin au Paris Saint-Germain
La section féminine du Paris Saint-Germain voit le jour à l'été 1971 à la suite du feu vert donné par la FFF au football féminin. 33 féminines sont ainsi licenciées au club pour la saison 1971-72. Le Paris Saint-Germain dispute les trois premières éditions du championnat de Paris féminin. En 1971-1972, le PSG se classe juste derrière le RC Joinville, vainqueur d'un championnat comptant 9 équipes.
Le Paris Saint-Germain ne prend pas part aux cinq premières éditions du championnat de France féminin, poursuivant sa route en Championnat de Paris. Il se classe 4e en 1974-1975, 6e en 1975-1976, 5e en 1976-1977.
Le Camp des Loges accueille un « grand match de propagande pour le football féminin » le 21 janvier 1979. Cette rencontre oppose une sélection de joueuses parisiennes aux filles du Stade de Reims, toutes auréolées de leur titre de championnes du monde conquis en octobre 1978 à Taïwan.

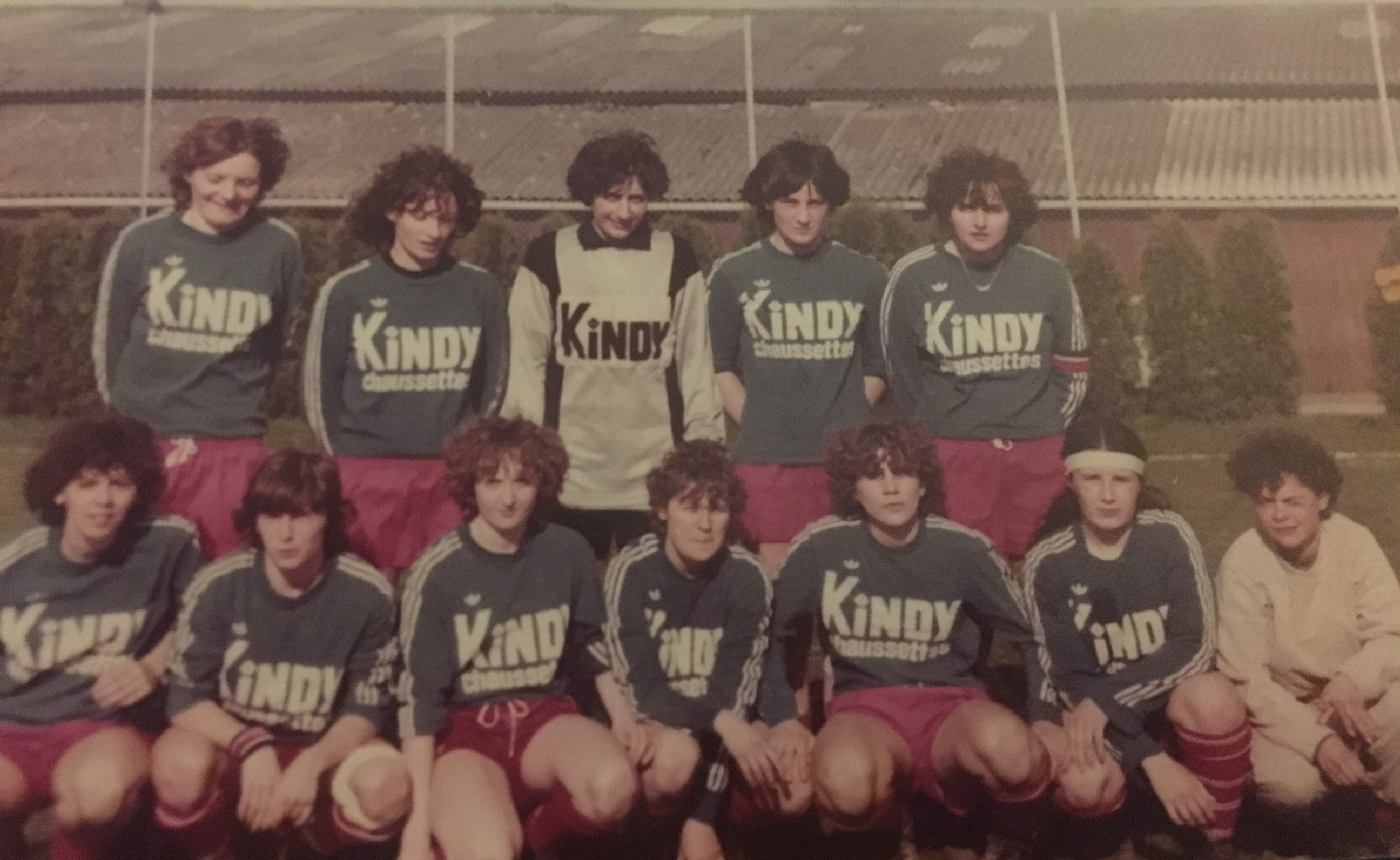
L'équipe féminine du PSG en 1988.

À l'issue de la saison 1978-1979, les filles du Paris Saint-Germain sont promues pour la première fois dans l'élite nationale qui passe de 20 à 48 clubs. Le PSG accueille alors sa première joueuse internationale, la Rémoise Marie-Bernadette Thomas, qui évoluera au club parisien pendant trois ans. De 1982 à 1986, le championnat s'organise en deux phases, un tour préliminaire répartissant par la suite les équipes en deux divisions. Le club parisien dispute alors systématiquement la deuxième division où il parvient en finale à deux reprises, en 1983 et 1985. Par la suite, le championnat revient à un format plus classique avec plusieurs groupes et une phase finale. Défenseure et capitaine du PSG de 1986 à 1991, Caryne Selbonne est la première internationale française de l'histoire du club à évoluer en sélection durant son passage au PSG,.
En 1992 est mis en place une poule unique de 12 clubs en première division, appelée Nationale 1A, et une deuxième division nommée Nationale 1B est créée. Le PSG débute alors dans cette dernière avant de monter en N1A en 1994, sans toutefois parvenir à s'y maintenir. Les Parisiennes retournent donc jouer en N1B.
En 1999, Sébastien Thierry devient entraîneur des féminines du PSG. Durant la saison 1999-2000, les Parisiennes sont proches de la montée en N1A mais échouent en toute fin de saison à cause d'une lourde défaite à domicile contre Schiltigheim (0-3). Leur entraîneur affirme un an après que « c'était une grosse déception, mais on n'était pas encore prêt à monter ». L'équipe se renforce l'année suivante en recrutant Laure Dupond, Cécile Deville et l'ancienne internationale Aude Banasiak. Dans la poule A, les Parisiennes réalisent l'exploit de remporter 16 victoires en 18 matchs et ainsi assurer la première place de la poule, synonyme d'accession en D1. Une seule fois au cours de la saison les Parisiennes n'ont pas occupé la place de leader du groupe A, après la défaite à Compiègne (1-2, 5e journée). Le club remporte même le titre de champion de France de D2 en venant à bout de Caluire (5-0), champion du groupe B, le 20 mai 2001 et de Tours (2-1), premier du groupe C, le 3 juin 2001 sur l'Île de la Loge, à Bougival, devant une centaine de spectateurs. Laura Georges, 17 ans, espoir du club et future internationale française, joue déjà en défense centrale. La saison des Parisiennes s'achève en apothéose avec une troisième victoire d'affilée en Coupe de Paris. « C'est le point final à une saison exceptionnelle » pour l'entraîneur Sébastien Thierry.

### Années 2000: des féminines de retour au premier plan

#### Des saisons en demi-teinte (2001-2009)
En 2001, le PSG, auréolé de son titre de champion de France de D2, retrouve l'élite, désormais nommée Division 1, qu'il ne quittera plus. L'équipe entraînée par Sébastien Thierry a pour objectif de se maintenir pour cette première saison au plus haut niveau depuis 5 ans. Pour se faire, Paris recrute Karine Noilhan, la buteuse Ingrid Boyeldieu et l'internationale camerounaise Dorette Elangue Etémé. Après un bon début de saison, la gardienne de but Céline Deville, la grande espoir du club Laura Georges et l'attaquante Béatrice Basse sont appelées en équipe de France. Le PSG rencontre Lyon en décembre 2001 et réalise un bon match malgré une défaite 2-1 et la blessure de Laetitia Duffour qui s'ajoute à celle de Noilhan. En fin de saison, le club est tout prêt de se qualifier pour le tour final, occupant la 4e place jusqu'à la dernière journée avant d'être dépassé par Montpellier à la suite d'une défaite logique contre Toulouse (0-3), champion de France en titre. En Challenge de France, Paris est éliminé en quarts de finale, toujours face à Toulouse, qui remportera le trophée.
Après une première saison encourageante en première division, le PSG de Sébastien Thierry espère confirmer et se rapprocher des quatre premières places du championnat lors de la saison 2002-2003, avec les renforts de Julie Soulet, Sylvaine Lair et de l'internationale Stéphanie Morel compensant les départs de Laura Georges (Clairefontaine), Alliette Mousnier-Lompré, partie étudier aux États-Unis, et Céline Deville (Montpellier). Paris termine finalement dans le ventre mou du championnat (7e sur 12) avec 13 buts inscrits par Boyeldieu, qui termine sur le podium des meilleures buteuses du championnat. Lors du Challenge de France, le PSG s'incline au stade des 8es de finale face à Montpellier (3-5). Durant ces années, les féminines du Paris Saint-Germain, affiliées à la section amateur, sont rémunérées 45,80 euros la victoire et 22,90 euros le nul, et peuvent s'entraîner seulement sur des terrains synthétiques, ceux gazonnés étant exclusivement destinés à la CFA et aux pros.
Pour la saison 2003-2004, PSG se montre ambitieux en termes de recrutement mais échoue à attirer Sonia Bompastor (Montpellier) et Camille Abily (Clairefontaine). Laura Georges et Aliette Mousnier-Lompré sont de retour au club et Paris engage deux jeunes joueuses prometteuses de 20 ans d'Evreux : la gardienne internationale française Bérangère Sapowicz et la milieu offensive Candice Prévost. Du côté des départs, Audrey Malet, Cindy Robinson et Aude Banasiak quittent le club de la capitale, Karine Noilhan met un terme à sa carrière et va diriger l'équipe réserve du club. Le début de saison est catastrophique avec 5 défaites consécutives, et un seul match nul après 7 journées. La première victoire, à Compiègne grâce à Laura Georges, semble lancer la saison du PSG, mais les Parisiennes terminent à une modeste 8e place, et ne connaissent pas plus de succès en Challenge de France, après avoir frôlé l'humiliation contre Le Mans (D3) en 16e de finale, avec une qualification sur tapis vert. Le parcours du PSG s'achève en quarts de finale face à Compiègne. Sébastien Thierry quitte le club à l'issue de la saison après 5 années à la tête de la section féminine.
Cyril Combettes est nommé entraîneur de l'équipe première à partir de la saison 2004-2005. Cette saison-là, le PSG perd deux internationales françaises, Laura Georges et Morgane Courteille, et recrute surtout en deuxième division, la seule arrivée de D1 étant Nonna Debonne. Florence Freyermuth abandonnant son brassard de capitaine, il revient alors à Laetitia Duffour. Le PSG démarre une nouvelle fois très mal la saison avec quatre défaites et va se battre tout au long de celle-ci pour ne être relégué. Le maintien est finalement acquis lors de l'avant-dernière journée de championnat, après paradoxalement une défaite à Lyon (0-2). Les Parisiennes, finissant avec seulement trois victoires en championnat, réalisent malgré tout avec un beau parcours en Challenge de France en s'arrêtant en demi-finales, mais l'achève tout de même par une défaite cinglante à domicile contre Juvisy (0-7), le 5 mai 2005. À l'issue de la saison, de nombreuses parisiennes « historiques » quittent le club : Ingrid Boyeldieu part à Hénin-Beaumont, Stéphanie Hoffele rejoint Évreux, Dorette Elangue Etémé signe à Montigny, Marie-Pierre Mazarin et Nathalie Coutat prennent la direction du Herblay FAS, Florence Freyermuth et Véronique Carrette quant à elles mettent un terme à leurs carrières.
L'effectif est ainsi grandement renouvelé pour la saison suivante et notamment rajeuni avec le recrutement de Mériame Ben Abdelwahab (Saint-Brieuc) et de trois espoirs du CNFE Clairefontaine : Émilie L'Huillier, Laure Boulleau et Sabrina Delannoy. Durant, cette saison 2005-2006, le club va faire face à un gros problème d'effectif, possédant seulement 16 joueuses. Malgré une première victoire encourageante contre Toulouse (2-1), le PSG enchaîne avec trois défaites et n'a plus alors qu'ambition de se maintenir dans l'élite le plus rapidement possible dans cette saison de transition. Le 18 décembre 2005, le PSG crée la polémique lors du derby francilien perdu face à Juvisy (0-5) en alignant sur la pelouse seulement 9 joueuses. En effet, la tournée de l'équipe de France en Chine en janvier a modifié le calendrier et le match a été avancé d'un mois. Et sur les 13 joueuses alors disponibles (Gassin, Gérard, Legrand, Morel étant en vacances), quatre sont blessées (Duffour, Ben Abdelwahab, Boulleau, L'Huillier). Ainsi pour ce match à Viry-Châtillon, la gardienne de but Cécilie Quatredeniers est titularisée au poste d'arrière gauche. Elle est même en fin de saison alignée au poste d'attaquante pour un match sans enjeu face à La Roche-sur-Yon. Malgré ces péripéties, le maintien est assuré dès le mois de février et le parcours en Challenge de France s'achève au stade des 8es de finale, contre Toulouse.
La rajeunissement du groupe se poursuit avec le recrutement de Gwenaëlle Pelé à l'OL et de Morgane Courteille, de retour après une saison à Clairefontaine. Le début de saison 2006-2007 est une nouvelle fois décevant : après 5 journées, le club de la capitale est dernier, avec un nul pour 4 défaites et un seul but inscrit. Le message de l'entraîneur Cyril Combettes passe difficilement auprès du groupe, malgré un sursaut et deux cartons inscrits face à Hénin-Beaumont et La Roche-sur-Yon. Ainsi le 3 janvier, date de la reprise, la cassure est réelle entre le groupe et l'entraîneur, les conflits perdureront jusqu'à début avril après le succès face à Toulouse (1-0) qui assure le maintien du PSG en première division, l'entraîneur annonçant alors son départ immédiat du PSG. Robert Levêque assure l'intérim puis début juin Éric Leroy lui succède.
Pour la saison 2007-2008, le PSG se renouvelle en rajeunissant une nouvelle fois son effectif et en recrutant sept nouvelles joueuses : la gardienne de but Méline Gérard, Caroline Pizzala et Adama Doumbouya signent au PSG, qui profite de la fin de la présence du CNFE Clairefontaine en D1 pour également recruter Félicité Tiziri Hamidouche, Inès Dhaou, Aude Moreau et la grande espoir du football français, la buteuse Marie-Laure Delie. Le début de saison est cependant difficile avec lourde défaite 1-5 contre Montpellier lors du premier match du championnat puis contre Lyon (0-2). Il faut attendre la 5e journée pour voir une victoire de Paris, face à Toulouse (3-0). Le 6 avril 2008, l'arbitre, du match perdu contre Juvisy (0-2), suscite la polémique en interdisant à Mériame Ben Abdelwahab, portant le voile, de participer à la rencontre. Après une dernière déroute à domicile contre Montpellier (0-7), l'équipe dirigée par Éric Leroy finit à une honorable cinquième place, mais loin derrière Lyon, Juvisy et Montpellier, grâce notamment à sa buteuse de Marie-Laure Delie, qui a inscrit 60 % des buts parisiens en championnat. Le PSG atteint tout de même pour la première fois de son histoire la finale du Challenge de France en ayant battu Juvisy le 27 avril 2008 en demi-finale grâce à un doublé de Délie, mettant fin à 6 ans sans victoire face à son rival. Le finale contre l'Olympique lyonnais a lieu le 3 juin 2008 au Stade de France devant plus de 3 000 spectateurs en lever de rideau du match international masculin France-Colombie. Après avoir bien résisté en première période face aux championnes de France, le Paris Saint-Germain encaisse trois buts en seconde période.
Le PSG perd malgré-lui Marie-Laure Delie pour la saison 2008-2009 qui rejoint Montpellier. Éric Leroy compense ce départ par un retour massif d'anciennes joueuses du PSG, qui avaient quitté le club sous la direction de Cyril Combettes : Ingrid Boyeldieu, Julie Fryc, Stéphanie Hoffele, Gwenaël Gérard et Stéphanie Legrand sont de retour à Paris, où Bérangère Sapowicz retrouve sa place dans les buts après une saison gâchée par les blessures. Nora Coton-Pélagie (Soyaux) et Laure Lepailleur (Lyon) complètent le recrutement. Le PSG espère ainsi se rapprocher du trio de tête (Lyon, Montpellier et Juvisy) mais va finalement se contenter d'une modeste 8e place dans une saison pas épargnée par les blessures (Laure Boulleau, Gwenaëlle Pelé, Cindy Thomas et Ingrid Boyeldieu). En Challenge de France, le PSG, finaliste la saison précédente, est sortie sans gloire par Le Mans (D2) lors de son entrée dans la compétition.

#### Une réelle montée en puissance (2009-2012)
Après une saison 2008-2009 décevante, Éric Leroy cède son poste d'entraîneur au binôme Camillo Vaz-Karine Noilhan en juin 2009, tandis que Brigitte Henriques-Olive est nommée manager général. Ces nominations interviennent dans le cadre d'un plan de développement sur trois ans mis en place par le président de l'Association PSG Simon Tahar, afin que la section féminine du club joue les premiers rôles dans le championnat français. Le Paris Saint-Germain recrute alors trois internationales françaises durant l'été 2009, Élise Bussaglia, Julie Soyer et Jessica Houara, ainsi que la joueuse Zohra Ayachi. Après un premier succès encourageant à Saint-Étienne (3-0), le PSG annonce l'arrivée en prêt pour quatre mois de Sonia Bompastor et Camille Abily, qui évoluent dans le championnat américain. Le club se structure encore un peu plus, malgré un statut amateur, des contrats fédéraux à plein temps et à mi-temps étant signés. Le début de saison 2009-2010 en championnat est exceptionnel : six victoires, aucun but encaissé jusqu'à la 10e journée et un nul prometteur à Lyon (1-1). Les Parisiennes foulent par ailleurs la pelouse du Parc des Princes pour la première fois le 18 octobre 2009, à l'occasion du derby francilien contre Juvisy. Devant 5 892 spectateurs, nouveau record d'affluence pour la compétition, elles s'imposent 1-0 grâce à un but de Camille Abily à la 6e minute de jeu. À la moitié du championnat, les Parisiennes sont en tête, talonnés par les trois ténors de la D1 : Lyon, Juvisy et Montpellier. Mais après un dernier match face à La Roche-sur-Yon (3-0), Abily et Bompastor retournent aux États-Unis avec la fin de leur prêt. Sans ses deux stars, le PSG s'incline logiquement face à Montpellier et Juvisy et termine 3e du championnat, derrière Lyon et Juvisy mais devant Montpellier, pour la première fois. Le Paris Saint-Germain dispute également sa deuxième finale de Challenge de France, après avoir vaincu les Lyonnaises en demi-finale aux tirs au but, cette fois-ci contre Montpellier. Le match est joué au stade Robert-Bobin de Bondoufle le 23 mai 2010. Dans une première période serrée, le PSG ouvre le score à la 19e minute grâce à Ingrid Boyeldieu. Enfin, en seconde période, les Parisiennes ajoutent quatre buts au compteur pour s'imposer 5-0 et ainsi remporter pour la première fois de son histoire le Challenge de France, son premier trophée majeur. Le PSG réalise ainsi le doublé hommes-femmes pour la première fois, les garçons ayant remporté la Coupe de France. En fin de saison, la joueuse Élise Bussaglia est nommée dans la catégorie « Meilleure joueuse de l'année » des trophées UNFP sans toutefois obtenir le titre.

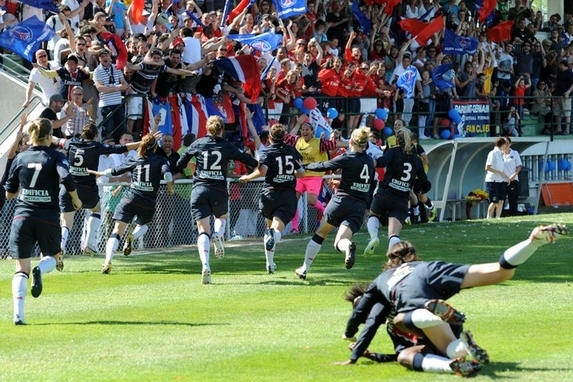
Victoire du PSG sur le Montpellier HSC, lors de la dernière journée de la saison 2010-2011.

Après une saison plus que prometteuse, le PSG doit confirmer lors la saison 2010-2011. Ainsi, la Brésilienne Kátia rejoint le club, laissée libre par l'Olympique lyonnais, ainsi que Léa Rubio et Léa Le Garrec, championnes d'Europe U19. Tandis que deux joueuses historiques, Ingrid Boyeldieu et Stéphanie Hoffele, qui avaient participé à la montée du club en 2001 quittent le club. Le PSG commence sa saison par une défaite à Montpellier (1-3) mais réagit avec six succès consécutifs, malgré la saison mitigée de la buteuse Kátia qui n'inscrira que 12 buts lors de la saison. Après la défaite à domicile contre Lyon (1-2) lors de la 9e journée, l'objectif des filles entraînées par Camillo Vaz est la seconde place du championnat, synonyme de qualification européenne. Le 20 février 2011, le PSG subit une première désillusion en étant éliminé en 16e de finale du Challenge de France contre Vendenheim (D2). Paris remporte une nouvelle fois six succès consécutifs avant de chuter à domicile face à Hénin-Beaumont (1-2) et semble avoir abandonné la seconde place à Montpellier. Les deux équipes vont finalement se retrouver au coude à coude jusqu'à la dernière journée et un match décisif. le PSG s'impose sur le fil sur un penalty de sa capitaine Sabrina Delannoy à deux minutes du coup de sifflet final et termine donc à la deuxième place et se qualifie pour la première fois de son histoire en Ligue des champions. Élise Bussaglia est désignée meilleure joueuse de la D1 féminine.
La saison 2011-2012 est en revanche moins bonne. Si le PSG enregistre les arrivées de deux américaines, Ella Masar et Allie Long, en plus des françaises Delphine Blanc, Solène Barbance et Kenza Dali, il perd la Brésilienne Kátia, partie en Russie. Paris, participant pour la première fois à la Ligue des champions, hérite en 16es de finale du club irlandais Peamount United et se qualifie facilement (2-0 à l'aller, 3-0 au retour). Au tour suivant, il tombe sur l'ogre allemand, le 1. FFC Francfort, et par manque d'expérience prend une claque 3-0 à l'aller. La victoire 2-1 du PSG au retour devant 1 350 spectateurs au Stade Charléty est anecdotique. Le football féminin s'étant développé grâce aux bonnes performances de l'équipe nationale lors de la Coupe du monde en Allemagne, le PSG voit plusieurs de ses matchs télévisés, qui sont joués dans des stades adaptés (Stade Charléty à Paris, Stade Dominique-Duvauchelle à Créteil). Le Parc des Princes, un temps envisagé pour les grosses affiches, est refusé par la direction du club et notamment Leonardo qui veut réserver le stade aux professionnels masculins,. Paris pêche en championnat, miné par les blessures (Léa Rubio, Laure Lepailleur, Caroline Pizzala), explose et termine en roue libre dès la fin du mois de mars, après une lourde défaite à domicile contre Juvisy pour clore son exercice à la 4e place. L'entraineur Camillo Vaz quitte le club à la fin de l'exercice.

### Années 2010: professionnalisation avec l'arrivée des Qataris

#### Ère Benstiti: Stars et premières finales (2012-2016)

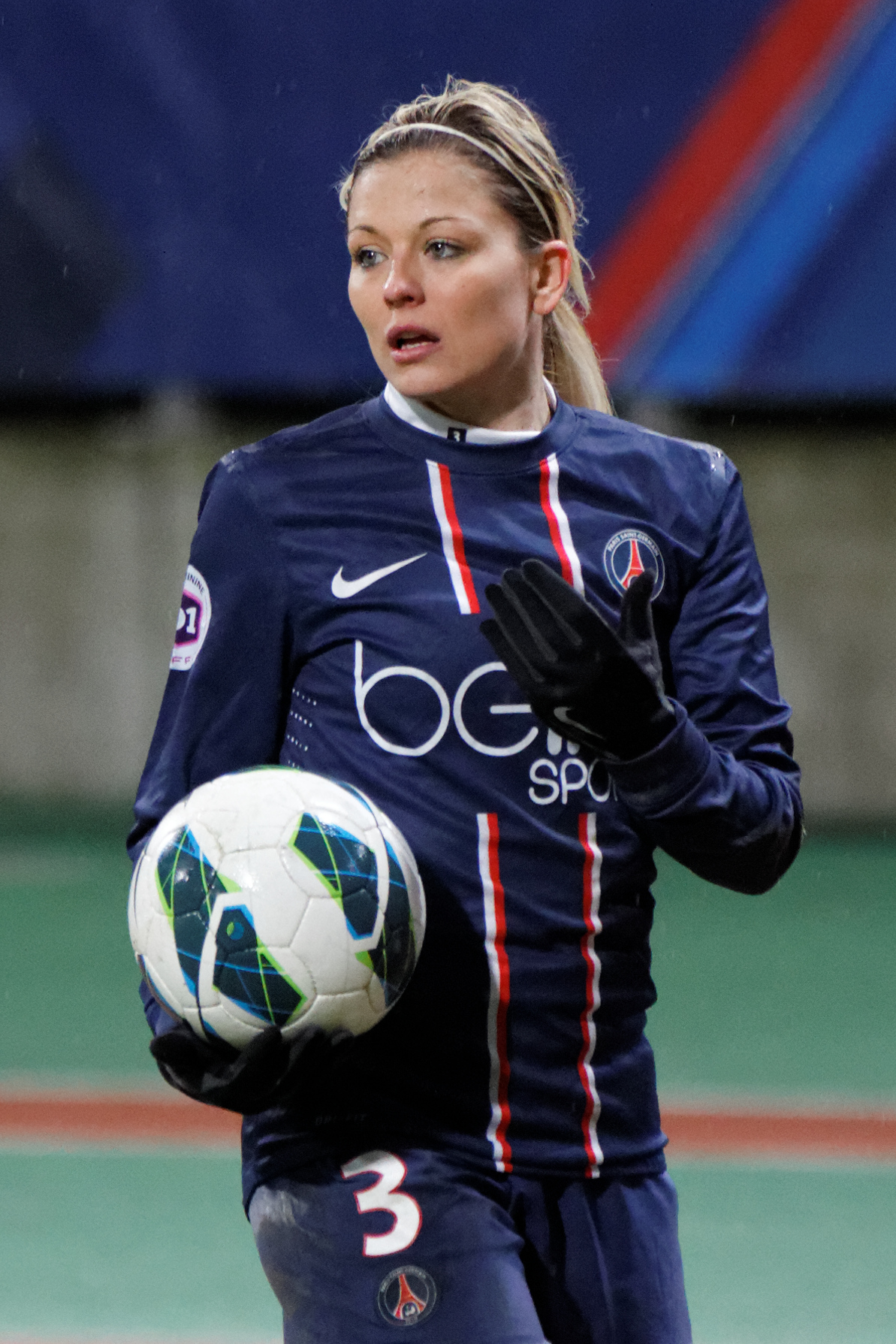
Laure Boulleau, une des joueuses les plus capées du PSG.

À l'aube de la saison 2012-2013, QSI, le nouveau propriétaire qatari du PSG, a la volonté de professionnaliser l'équipe féminine pour atteindre le plus haut niveau. Ainsi, la section féminine du PSG se détache de l'Association PSG et intègre la SASP du club. De plus, la direction fait signer aux 21 joueuses de l'effectif un contrat fédéral, l'équivalent d'un contrat professionnel, cas rare dans le football féminin,. Une équipe capable de concurrencer notamment l'Olympique lyonnais, Juvisy et Montpellier, est formée en faisant venir plusieurs joueuses de niveau international ainsi qu'un nouvel entraîneur en la personne de Farid Benstiti. Si de nombreuses joueuses quittent le club dont les internationales Julie Soyer, Élise Bussaglia ou Laure Lepailleur, Paris recrute deux internationales allemandes, Annike Krahn et Linda Bresonik, l'internationale suédoise Kosovare Asllani, l'internationale costaricienne Shirley Cruz, en provenance de Lyon, et la jeune internationale américaine Lindsey Horan et la Française Kheira Hamraoui. La section féminine déménage également ses activités en disputant désormais ses rencontres à domicile au stade Charléty, délaissant le Stade Georges-Lefèvre. Paris enchaîne de bons résultats et devient une petite machine à gagner. Face aux trois autres clubs importants du championnat, le PSG ne perd que deux fois, contre Lyon, et termine deuxième, avec 78 points, un record pour le PSG qui disputera ainsi la Ligue des champions la saison suivante. En Coupe de France, les Parisiennes s'arrêtent toutefois en demi-finales, battues par l'AS Saint-Étienne.
La saison 2013-2014 est une saison à enjeu pour le PSG, celui de devenir un grand d'Europe, pour cela, il se renforce à l'inter-saison en recrutant Marie-Laure Delie, premier transfert du football féminin en France, contre la somme de 50 000 € correspondant à sa dernière année de contrat, et Laura Georges, deux anciennes pensionnaires du club, en provenance de Montpellier et Lyon. Alors qu'Ella Kaabachi entre autres quitte le club et que la gardienne internationale Bérangère Sapowicz, joueuse emblématique du club, met un terme à sa carrière, le PSG enregistre également les arrivées de l'Italienne Sara Gama, de la gardienne de Rodez Karima Benameur, de la Polonaise Katarzyna Kiedrzynek, de l'Américaine Tobin Heath ou encore des jeunes internationales U19 Léa Declercq et Ghoutia Karchouni. Le PSG attaque sa saison européenne avec des ambitions, mais tombe sur un gros morceau dès le premier tour, le Tyresö FF, club suédois aux nombreuses internationales suédoises, allemandes et américaines, et stars (l'Espagnole Veronica Boquete et la Brésilienne Marta). Malgré une courte défaite à l'aller 2-1, le PSG ne peut faire mieux qu'un 0-0 au retour et est donc éliminé dès le premier tour. Il reporte donc ses ambitions sur le championnat. Le 18 janvier 2014, le PSG réalise l'exploit de battre Lyon au Stade de Gerland, 1-0 sur une tête de Laura Georges à la 45e minute de jeu, tout en étant dominé, alors que le club lyonnais n'avait plus perdu depuis 87 matchs de suite à domicile. Paris parvient à se qualifier en finale de Coupe de France mais perd contre Lyon en finale, il termine également second derrière Lyon, avec le même nombre de points que l'année précédente, mais un nombre de buts bien plus important et la meilleure défense de la Division 1. Marie-Laure Delie inscrit 24 buts sur la saison en championnat, à une unité de la meilleure buteuse de la saison (Gaëtane Thiney).

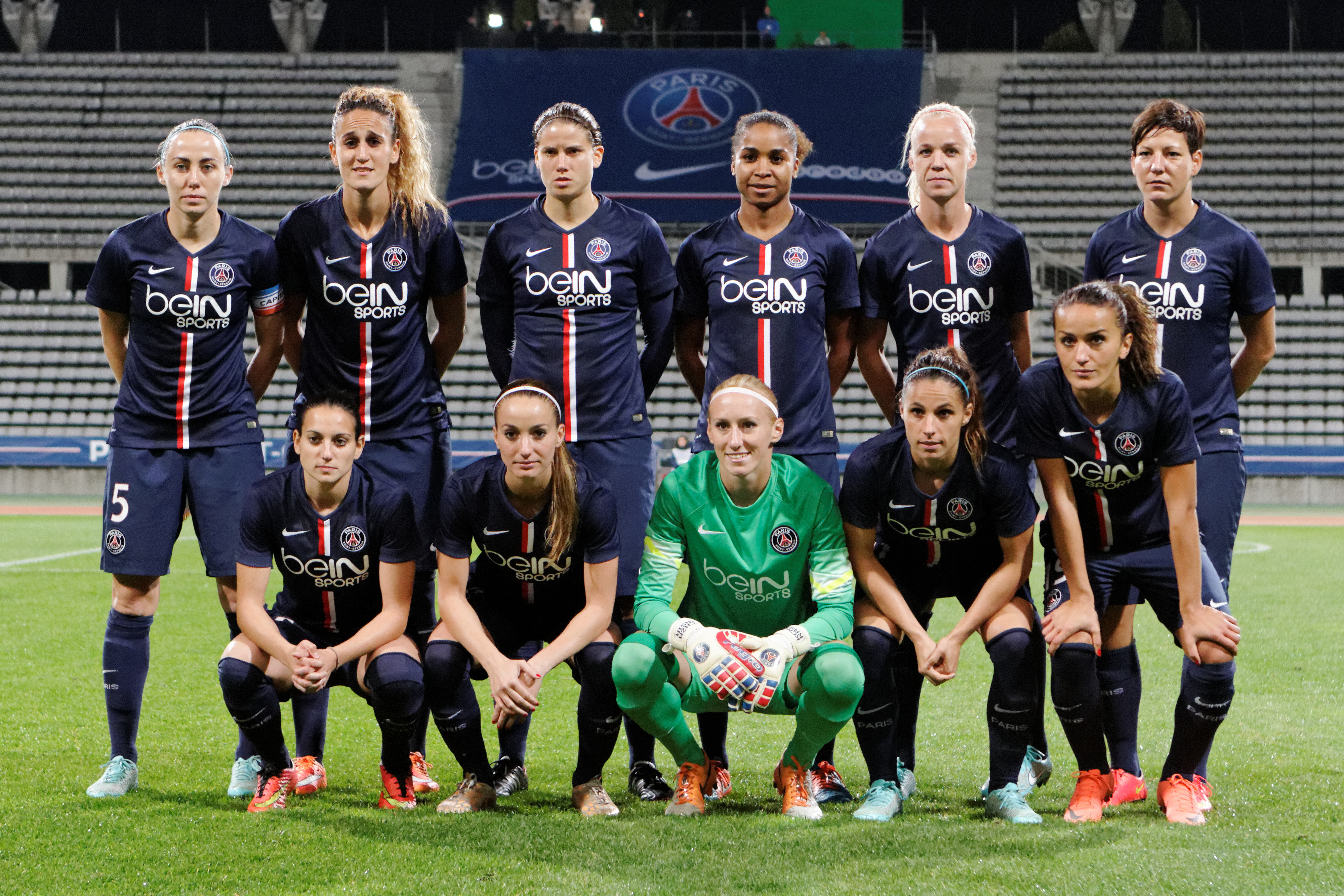
Match Paris SG - FC Twente au stade Charléty le 15 octobre 2014.

Paris annonce qu'il recrutera une joueuse de calibre international par ligne pour la saison 2014-2015 et dès le mois de mai, le PSG enregistre les arrivées de la milieu suédoise Caroline Seger, des internationales allemandes Josephine Henning, Ann-Katrin Berger et Fatmire Alushi, et prolonge le contrat de trois joueuses, Linda Bresonik, Jessica Houara et Sabrina Delannoy. En revanche, Paris est contraint de laisser Tobin Heath retourner jouer aux États-Unis, la fédération américaine l'imposant pour être sélectionnable en vue de la Coupe du monde 2015 au Canada. Le début de saison du PSG en Championnat de Division 1 est conforme aux attentes. Opposé au FC Twente lors des seizièmes de finale de Ligue des champions, Paris se qualifie au tour suivant grâce à deux victoires obtenues dans la difficulté,. Début novembre, le PSG se retrouve à jouer trois fois contre Lyon, une fois dans le cadre du championnat (défaite du PSG 2-1 à Gerland), puis en double confrontation pour les 8es de finale de Ligue des champions. Au match aller, le PSG accroche un nul 1-1 à Charléty, alors qu'il aurait pu l'emporter en fin de rencontre, et au retour, dans un match très fermé, le PSG l'emporte 1-0, but marqué par Fatmire Alushi dans le dernier quart d'heure, et se qualifie pour la première fois de son histoire en quarts de finale de Coupe d'Europe. Le groupe de Farid Benstiti continue sa route en championnat, jusqu'au début des matchs retour, en arrivant à 3 points de Lyon début février. En Coupe de France, le PSG ne tombe que sur des équipes de Division 1, si Soyaux est sorti aux tirs au but, Guingamp sort le PSG au tour suivant, également aux tirs au but. Fin février, Lyon se présente sur le chemin du PSG à Charléty, et va balayer les ambitions parisiennes de titre, avec une victoire nette 4-0 des Lyonnaises, revanchardes après l'élimination en Coupe d'Europe en novembre. Si le PSG a fait une croix sur le titre après cette défaite, le club était déjà assuré de garder sa seconde place, qualificative pour l'Europe l'an prochain. 

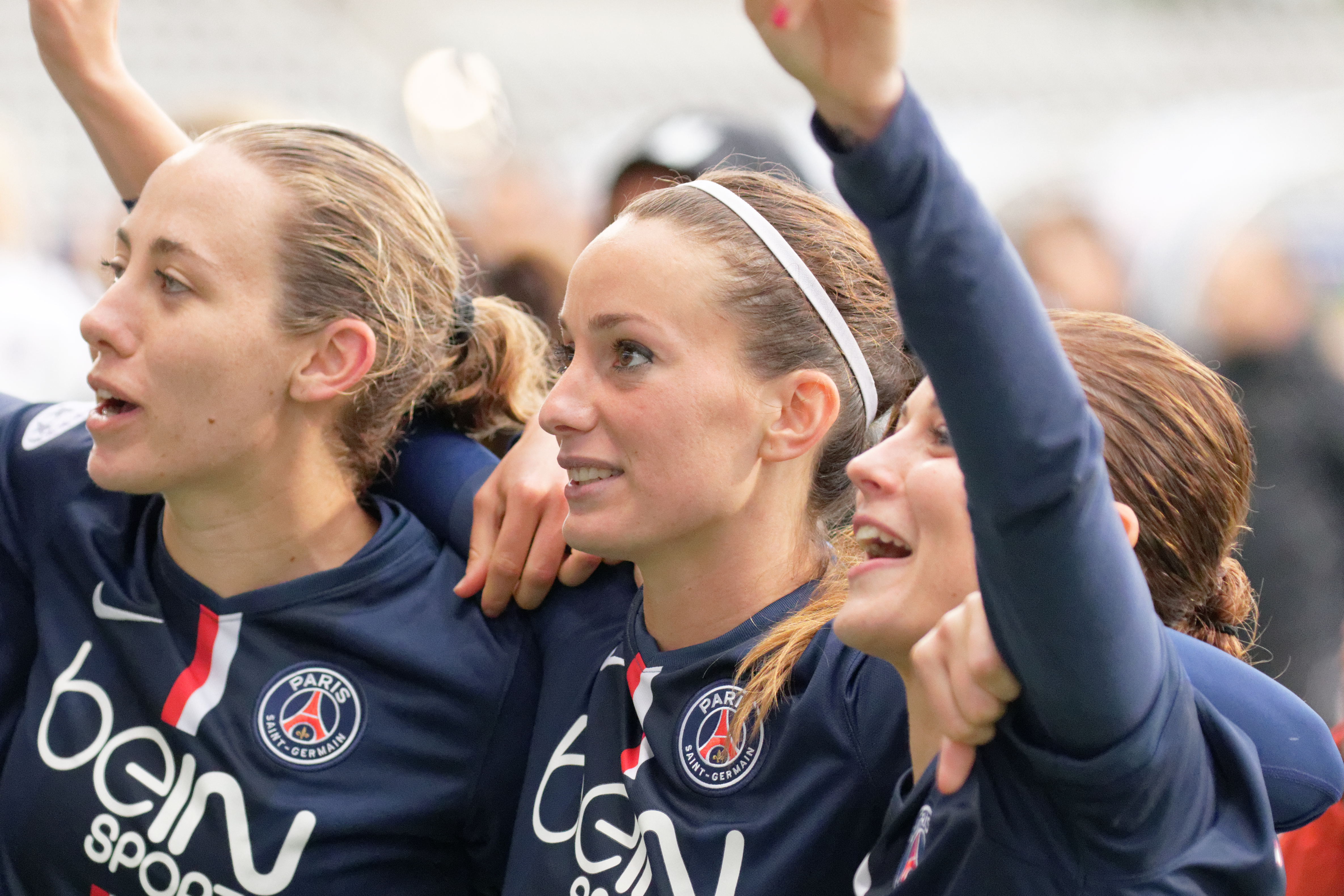
La joie des Parisiennes après leur qualification en finale.

En Coupe d'Europe, Paris tombe en quart de finale sur le club écossais de Glasgow City. Belle victoire 2-0 à Glasgow pour le PSG, avec un but de la jeune Anissa Lahmari. Et le match retour, joué pour l'occasion au Parc des Princes, voit Paris l'emporter largement 5-0, devant plus de 11 000 personnes. En demi-finale, le PSG hérite du VfL Wolfsburg, double tenant du titre. En sortant une prestation dantesque à Wolfsburg et en revenant à Paris avec deux buts d'écart (victoire 2-0 avec un récital de Shirley Cruz), puis en s'inclinant à Paris que d'un seul but (défaite 1-2), le PSG crée l'exploit de se qualifier en finale pour la première fois de son histoire. Opposées au 1. FFC Francfort, le 14 mai à Berlin, les Franciliennes s'inclinent finalement 1-2 en finale sur un but de Mandy Islacker dans le temps additionnel.
Durant le mercato estival de 2015, le PSG s'est renforcé avec la prolongation des joueuses cadres et les arrivées de la meilleure buteuse de l'histoire de la Ligue des champions Anja Mittag, de la star internationale brésilienne Cristiane et de sa compatriote Érika. Durant la saison 2015-2016, il s'en faut d'un cheveu pour que les Parisiennes enlève enfin le championnat aux Lyonnaises car elles ne finissent qu'à 3 points derrière avec un total de 18 victoires, 3 matchs nuls et seulement 1 défaite sur toute la saison, contre 19 victoires et 3 nuls pour les olympiennes. Une saison notamment marqué par les belles prestations de Cristiane et Marie-Laure Delie en championnat ayant respectivement marqué 15 et 12 buts et fait 6 passes décisives. L'écart entre les deux équipes restent tout de même important avec une défaite 5-0 des Parisiennes en championnat contre cette équipe. Les Franciliennes réalisent également un beau parcours en Coupe de France et en Ligue des champions, éliminées à chaque fois en demi-finale respectivement par Montpellier et l'Olympique lyonnais. Même si le match aller contre Lyon est perdu 7-0, la plus grande humiliation subie par le PSG.

#### Ère Lair: Rajeunissement et premier trophée (2016-2018)
La saison 2016-2017 marque le début d'un nouveau cycle pour le projet parisien, avec l'arrivée d'un nouvel entraîneur Patrice Lair. Le club effectue alors un gros changement d'effectif avec le départ de 11 joueuses et le recrutement de jeunes joueuses à l'image d'Ève Périsset, venue de l'OL, ou d'Aminata Diallo. Le club a également la volonté de s'appuyer désormais sur des jeunes formées au club et notamment ses championnes d'Europe des moins de 19 ans (Geyoro, Cissoko, Couturier, Katoto et Morroni),. Viennent également des internationales, ayant énormément d'expérience de haut niveau, telles que Irene Paredes, Veronica Boquete durant l'été et Formiga durant l'hiver,. Les joueuses réalise un excellent début de saison en enchaînant dix victoires et en battant Lyon à domicile 1-0 sur un but de Marie-Laure Delie. Paris terminait ainsi la phase aller en tête du classement, devant Lyon. Mais c'était sans compter la décision en janvier 2017 de la FFF de déclarer le match Albi-PSG, de la 1re journée, perdu 3-0 sur tapis vert. La raison étant l'entrée en jeu lors de ce match de Sarah Palacin, arrivée durant l'été, alors qu'elle n'était pas inscrite sur la feuille de match. La sentence est très lourde pour le PSG, non seulement le score passe à 3-0 en faveur de Albi (contre 0-4 initialement), mais les Parisiennes prennent également un point de pénalité. Elles abandonnent donc leur première place à la trêve et leurs 3 points d'avance pour finir à 1 point de retard sur l'OL. En conséquence de cette décision, Patrice Lair pose sa démission, un départ refusé par le club qui lui donne des moyens supplémentaires pour renforcer son équipe et améliorer le quotidien de ses joueuses. Touché mentalement, le PSG, battu à Montpellier 2-1 alors qu'il menait 1-0, perd tout espoir de titre mais également de qualification en Coupe d'Europe via le championnat après une défaite lourde de conséquences à Marseille (0-2). Paris reporte tous ses espoirs en Coupe d'Europe pour espérer s'y qualifier la saison suivante. Après s'être sorti d'un bourbier en Norvège au premier tour (défaite 3-1 à Lillestrøm, victoire 4-1 à Charléty avec une Cristiane déchaînée), le PSG élimine le Bayern Munich en quarts de finale au Parc des Princes (défaite 1-0 en Allemagne, victoire 4-0 au retour), puis le FC Barcelone dans ce même stade en demi-finale. Le PSG atteint sa seconde finale de Ligue des champions féminine et affronte l'Olympique lyonnais à Cardiff. Paris perd la finale aux tirs au but, consécutif au tir raté de sa gardienne Katarzyna Kiedrzynek. En Coupe de France, le PSG affrontait également l'OL en finale, pour le même résultat (victoire de l'OL aux pénalties). Joueuse emblématique du PSG, la défenseure Sabrina Delannoy annonce sa retraite sportive, après 321 matchs disputés avec le club.
À l'été 2017, l'entraîneur Patrice Lair est sujet de rumeurs de départ, contacté par des clubs de Ligue 2 et de National. Toutefois, il reste attaché au groupe et reste ainsi au club. Le PSG recrute Emma Berglund, Jennifer Hermoso, Kadidiatou Diani, Christiane Endler durant l'intersaison,. La saison débute par un accroc majeur, le PSG est tenu en échec 1-1 sur sa pelouse contre Soyaux. Le PSG va batailler toute la saison pour rester dans le sillage de l'OL et se qualifier en Ligue des champions à l'issue de la saison, tenant en échec l'OL à domicile et ratant de très peu l'occasion d'en faire de même à l'extérieur. Mais à la trêve, l'entraîneur Patrice Lair et son staff menace de faire grève, réclamant plus de moyens pour pouvoir lutter avec l'Olympique lyonnais. Durant l'hiver, le PSG nomme Bruno Cheyrou directeur sportif de la section féminine et recrute Andrine Hegerberg, Davinia Vanmechelen et Paulina Dudek, optant pour de jeunes joueuses à potentiel, au grand dam de l'entraineur qui souhaitait des joueuses confirmées et un recrutement plus ambitieux,. Paris obtient des succès en championnat, notamment une victoire éclatante contre le rival Marseille (5-0) au Stade Jean-Bouin. Paris s'assure une qualification pour l'Europe à une journée de la fin. En Coupe de France, le PSG n'affronte que des équipes de première division jusqu'à la finale et retrouve une fois de plus l'Olympique lyonnais. La finale est jouée au Stade de la Meinau à Strasbourg. Paris, entraîné par Bernard Mendy (Patrice Lair ayant quitté le club quelques jours auparavant), entame le match par le bon bout et ouvre la marque par Marie-Antoinette Katoto. Le match est arrêté par les orages à la 58e minute, puis reprend à l'issue d'une interruption et d'une reprise rocambolesque où les Lyonnaises menaçaient de ne pas reprendre la rencontre. Finalement, le match reprend et la physionomie s'inverse, sur une pelouse gorgée d'eau, le PSG est dominé mais tient bon. Paris remporte sa seconde Coupe de France de son histoire, le premier trophée depuis la professionnalisation du club et l'arrivée des Qataris. La défenseure Laure Boulleau, star de l'équipe, met fin à sa carrière à l'issue de la saison et donc d'un trophée, après 231 matchs joués avec le PSG.

#### Ère Echouafni: Progression constante jusqu'au titre (2018-2021)

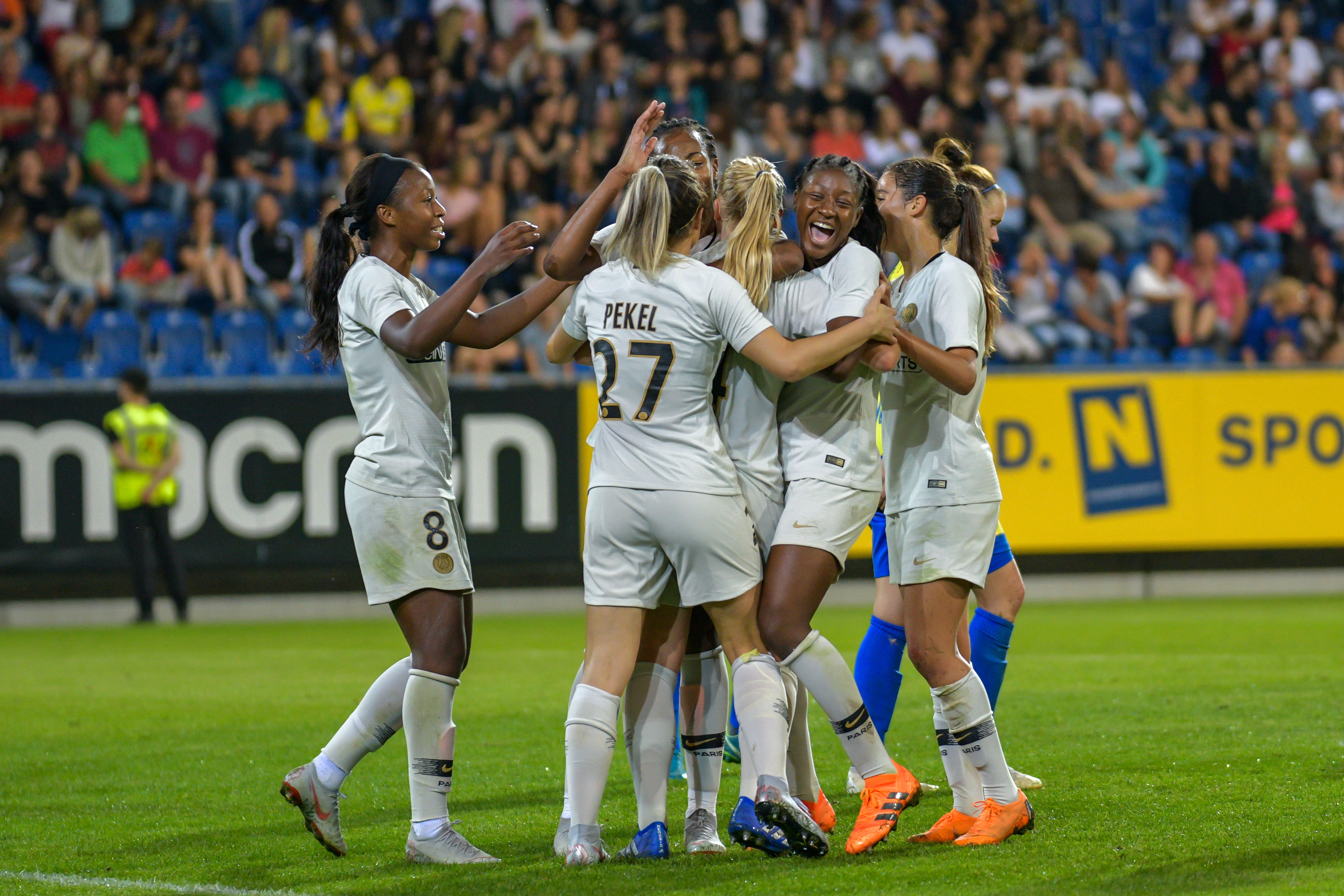
La victoire 4-1 en Ligue des champions face au SKN St. Pölten.

Durant l'inter-saison 2018-2019, Olivier Echouafni, ancien sélectionneur de l'équipe de France féminine, est nommé entraîneur de l'équipe féminine. Le PSG espère insuffler une nouvelle dynamique en rajeunissant son effectif, il laisse partir la meilleure buteuse du club Marie-Laure Delie à Metz, et Érika aux Corinthians avant de recruter deux internationales, la jeune défenseure brésilienne Daiane et la star chinoise Wang Shuang. Jennifer Hermoso, ayant le mal du pays, est libérée de son contrat et retourne en Espagne. Le début de championnat se passe assez bien pour le PSG malgré quelques matchs gagnés difficilement à l'image de sa victoire 1-0 contre le FC Fleury 91 sur pénalty. Les Parisiennes concèdent toutefois un nul face au LOSC mais parviennent à rester au contact de l'Olympique lyonnais en obtenant un nul face à cette équipe au Stade Jean-Bouin avec plus de 8 000 supporters parisiens, un record pour le PSG à domicile en championnat. En Ligue des champions, le PSG obtient de solides résultats lors des deux premiers tours en allant s'imposer à la fois à l'extérieur puis à domicile face au SKN St. Pölten lors des seizièmes de finale puis face au Linköpings FC lors des huitièmes malgré quelques frayeurs. Après la trêve, le PSG monte en puissance et enchaîne les victoires par au moins 2 buts d'écarts en vue d'un match décisif face à l'Olympique lyonnais pour le titre en avril. En Coupe de France, après avoir écrasé le CPB Bréquigny 8-0, le PSG s'impose difficilement au Havre 1-0 mais se qualifie ainsi pour les quarts de finale face aux Lyonnaises en février 2019. Dans une rencontre jouée au Groupama Stadium, le PSG s'incline sur le plus petit score et échoue ainsi à conserver son titre. En mars 2019, les Parisiennes tombent sur Chelsea en quart de finale de Ligue des champions. Lors du match aller dans la banlieue de Londres, les joueuses du PSG s'inclinent 2 à 0 en fin de match et sont ainsi condamnées à l'exploit lors du retour au Stade Jean-Bouin à Paris. Elles réalisent alors un grand match en rattrapant d'abord les deux buts mais se font éliminer cruellement avec un but de Chelsea lors du temps additionnel. Ne reste alors plus que le championnat dans lequel les Parisiennes vont jusqu'à égaler aux points l'OL juste avant leur rencontre décisive bénéficiant d'un match nul concédé par les Lyonnaises. Les Parisiennes s'inclinent toutefois lourdement face à l'OL 5-0 au Groupama Stadium le 13 avril 2019 devant près de 26 000 spectateurs, un record pour le championnat de France. Elles laissent ainsi filer l'OL vers une treizième titre consécutif.
Après avoir réalisé un mercato et une préparation tardive la saison dernière, le duo Echouafni - Cheyrou s'attache en ce début de saison 2019-2020 à obtenir un groupe très étoffé et complet. L'effectif se renforce de la milieu internationale allemande Sara Däbritz, rejointe par deux jeunes espoirs : la milieu française Léa Khelifi et l'internationale canadienne Jordyn Huitema. La Norvégienne Karina Sævik rejoint également le PSG. Le début de saison parisien est quasi parfait, les troupes d'Echouafni enchaînant six succès de rang en championnat, avec une attaque aussi prolifique que celle de l'OL et une défense plus solide que celle de son rival. Nouveauté du calendrier, le PSG est opposé à l'Olympique lyonnais pour la première édition du Trophée des championnes. Battu aux pénaltys, le PSG s'incline alors qu'il a montré qu'il était en mesure de contester sur le terrain l'OL, bousculé par périodes. En Ligue des champions, le PSG élimine facilement les Portugaises du SC Braga malgré un match nul au retour (7-0, 0-0), puis les Islandaises de Breidablik (4-0, 3-1). À la suite de cela, le PSG vit un mois de novembre compliqué et enchaîne les déconvenues en championnat en concédant deux nuls contre Guingamp et Montpellier,, et une défaite contre Lyon. Au retour de la trêve hivernale, le PSG se reprend et enchaîne les larges victoires en championnats et en Coupe de France jusqu'à l'arrêt des compétitions à la suite de la pandémie de Covid-19. Après 5 mois d'arrêt, les Parisiennes, renforcées de la Suisse Ramona Bachmann, retrouvent la compétition à l'occasion des demi-finales de Coupe de France. Elles renversent les Girondines 2 buts à 1 et se qualifient en finale face à l'Olympique lyonnais. Lors de la finale, elles n'arrivent pas à trouver la faille dans la défense lyonnaise et s'inclinent une nouvelle fois aux tirs au but. Elles enchaînent avec la fin de la Ligue des champions, organisée sous forme d'un Final 8 dans le Pays basque, en Espagne. En quarts de finale, elles dominent Arsenal 2 buts à 1 malgré quelques périodes de relâchement, et retrouvent l'OL pour une demi-finale 100 % française. Le match se conclut par la défaite du PSG 0-1 sur un but de la tête de Wendie Renard dans une rencontre pauvre en occasions.
La saison 2020-2021 est l'aboutissement de plusieurs années de progression et de travail d'un jeune effectif, composé de titis parisiennes entourées d'internationales étrangères, avec Patrice Lair puis Olivier Echouafni depuis 2018. À la suite du Final 8 terminé au stade des demi-finales, les Parisiennes démarrent le championnat correctement avec comme seul accroc un nul concédé à Bordeaux à la 2e journée. Mais la phase aller de championnat est surtout marquée par une victoire historique en novembre face à Lyon au Parc des Princes dans un match dominé pour la première fois par les Parisiennes, qui les place en tête du classement. Elles ne vont plus quitter cette place, grâce à un nul obtenu à Lyon au match retour et aucun point supplémentaire concédé contre les autres équipes, et ainsi remporter pour la première fois de leur histoire le titre de championne de France,. Dans les autres compétitions, le PSG joue un tour de Coupe de France avant son annulation, et est éliminé en demi-finales de la Ligue des champions par le FC Barcelone, futur vainqueur. Mais les Parisiennes seront parvenues à éliminer Lyon en quarts de finale grâce à une victoire historique au Groupama Stadium. Au terme d'une saison historique pour le club parisien, l'entraîneur Olivier Echouafni quitte le club ainsi que de nombreuses joueuses et cadres de l'équipe dont la capitaine Paredes, la gardienne Endler ou encore la vétérante Formiga,.

#### Entre instabilité et affaires extra-sportives (depuis 2021)
À l'intersaison 2021-2022, Didier Ollé-Nicolle est nommé entraîneur de l'équipe féminine à la suite du départ d'Olivier Echouafni. À la suite des départs de joueuses cadres, le Paris Saint-Germain accueille sept nouvelles joueuses : Celin Bizet (Valerenga IF), Estelle Cascarino (Bordeaux), Elisa De Almeida (Montpellier), Sakina Karchaoui (Lyon), Amanda Ilestedt (Bayern Munich), Kheira Hamraoui (Barcelone) et Constance Picaud (Havre AC). Cette saison est entachée de problèmes extra-sportifs au sein du groupe avec l'agression subie par Hamraoui en novembre 2021 et les accusations envers Aminata Diallo. De plus, en mai 2022, l'entraîneur est mis en disponibilité temporaire par le club à la suite de la révélation de propos rapportés par des journalistes faisant part d'harcèlements verbaux et sexuels envers plusieurs joueuses. Les entraîneurs adjoints Bernard Mendy et Michel Audrain sont nommés au poste d'entraîneur pour terminer la saison. La saison 2021-2022 se conclut avec un bilan mitigé pour le club avec certes une note positive avec la main mise sur la Coupe de France en finale face au FF Yzeure AA, mais aussi une seconde place au tableau du championnat de France avec 11 points d'écart sur le rival lyonnais. À l'été 2022, Sara Däbritz quitte le club, Jordyn Huitema également.
Gérard Prêcheur est nommé en août 2022 au poste d'entraîneur, tandis que le club se renforce avec notamment les néerlandaises Lieke Martens et Jackie Groenen ou encore l'internationale française Oriane Jean-François. Les Parisiennes parviennent à tenir la distance avec Lyon en championnat jusqu'à l'avant dernière journée où a lieu en quelques sortes la finale entre les deux équipes. Défaites 1 à 0, elles se retrouvent une nouvelle fois vice-championnes de France, concluant une saison blanche. En effet, elles ont perdu également en finale de la Coupe de France face à l'OL et leur parcours en Ligue des champions s'est arrêté en quarts de finale face à Wolfsburg.
À l'été 2023, l'effectif parisien est de nouveau chamboulé avec notamment les départs à Lyon de Kadidiatou Diani, à Chelsea d'Ashley Lawrence, l'arrivée de l'attaquante malawite Tabitha Chawinga et le retour de la gardienne emblématique du club Katarzyna Kiedrzynek. En septembre 2023, l'entraîneur Gérard Prêcheur laisse sa place à son fils Jocelyn. Il s'ensuit une saison réussie avec un titre de Coupe de France, un championnat terminé à la deuxième place derrière l'OL et un parcours en Ligue des champions conclut en demi-finale contre l'OL également. Prêcheur juge au terme de la saison que son équipe n'a pas été « au niveau des Lyonnaises » avec cinq défaites et un nul en six confrontations. Cette saison 2023-2024 voit également les Parisiennes s'installer au Campus PSG avec de nouveaux locaux et infrastructures améliorées par rapport à ce qu'elles connaissaient auparavant. Un centre de formation féminin est par ailleurs officiellement créé.

## Résultats sportifs

### Palmarès

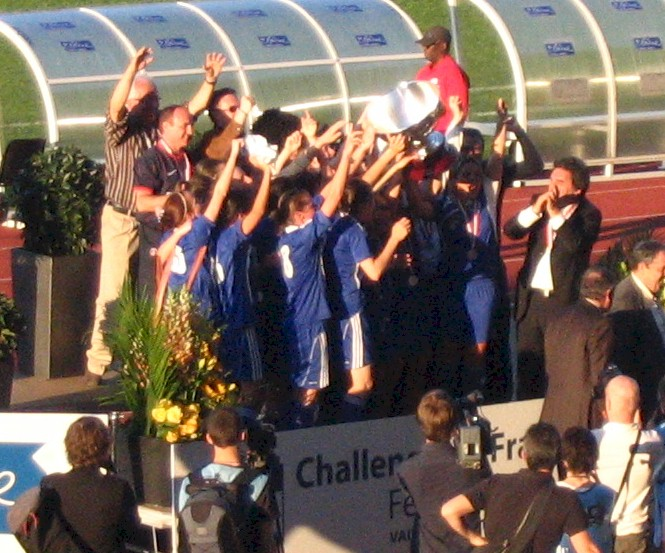
La victoire en Challenge de France 2010, premier titre majeur du club.

Le palmarès de l'équipe féminine du Paris Saint-Germain comporte un championnat de France, trois Coupes de France et un championnat de France de deuxième division. Le PSG a également atteint la finale de la Ligue des champions à deux reprises, en 2015 et 2017, et de 2011 à 2020 a fini systématiquement vice-champion de D1 derrière l'Olympique lyonnais (sauf en 2012 et 2017).
Le PSG participe également à différents tournois amicaux durant les préparations d'avant-saison durant l'été. Ainsi, le club a remporté la Gipuzkoa Elite Cup en 2018, l'AMOS Women's French Cup en 2023 et la Perth International Football Cup en 2024.
Le tableau suivant récapitule le palmarès du club dans les différentes compétitions officielles au niveau régional, national et européen.
| Compétitions nationales | Compétitions internationales |
| --- | --- |
| - Championnat de France (1) - Champion en 2021 - Vice-champion en 2011, 2013, 2014, 2015, 2016, 2018, 2019, 2020, 2022, 2023, 2024 et 2025 - Coupe de France (4) - Vainqueur en 2010, 2018, 2022 et 2024 - Finaliste en 2008, 2014, 2017, 2020, 2023 et 2025 - Championnat de France de 2e division (1) - Champion en 2001 - Vice-champion en 1983 et 1985 - Trophée des championnes - Finaliste en 2019, 2022 et 2023 | - Ligue des champions - Finaliste en 2015 et 2017                                                                                            |
| Compétitions régionales | Équipes de jeunes |
| - Coupe de Paris-Île-de-France (3) - Vainqueur en 1999, 2000 et 2001 - Division d'Honneur de Paris-Ile-de-France (1) - Vainqueur en 2011 | - Challenge/Championnat national U19 (4) - Vainqueur en 2016, 2017, 2019 et 2025 - Finaliste/vice-champion en 2014, 2015, 2018, 2022 et 2023 |

### Bilan saison par saison
Le tableau suivant retrace le parcours du club depuis sa création en 1971.

### Statistiques
Depuis la saison 2000-2001 et à l'issue de la saison 2024-2025
| Compétition             | Titres | Saisons | J   | G   | N   | P   | Vict. % | Bp   | Bc  | Dif   |
| ----------------------- | ------ | ------- | --- | --- | --- | --- | ------- | ---- | --- | ----- |
| National                |        |         |     |     |     |     |         |      |     |       |
| Première Ligue          | 1      | 24      | 504 | 318 | 85  | 103 | 63,1 %  | 1224 | 471 | +753  |
| Seconde Ligue           | 1      | 1       | 20  | 18  | 0   | 2   | 90 %    | 83   | 11  | +72   |
| Coupe de France         | 4      | 24      | 93  | 64  | 18  | 10  | 68,82 % | 291  | 65  | +226  |
| Trophée des championnes | 0      | 3       | 3   | 0   | 1   | 2   | 0 %     | 1    | 4   | -3    |
| Total national          | 6      | 52      | 620 | 400 | 104 | 117 | 64,52 % | 1599 | 551 | +1048 |
| International           |        |         |     |     |     |     |         |      |     |       |
| Ligue des champions     | 0      | 11      | 84  | 49  | 13  | 22  | 58,33 % | 178  | 78  | +100  |
| Total international     | 0      | 11      | 84  | 49  | 13  | 22  | 58,33 % | 178  | 78  | +100  |
| Total                   | 6      | 60      | 675 | 426 | 112 | 136 | 63,11 % | 1705 | 613 | +1092 |

## Personnalités du club

### Joueuses emblématiques
| Joueur              | Période     |
| ------------------- | ----------- |
| Florence Freyermuth | 2000-2004   |
| Laetitia Duffour    | 2004-2006   |
| Sabrina Delannoy    | 2006-2015   |
| Caroline Seger      | 2015-2016   |
| Shirley Cruz        | 2016-2018   |
| Formiga             | 2018-2019   |
| Irene Paredes       | 2019-2021   |
| Grace Geyoro        | depuis 2021 |

Le tableau ci-contre présente la liste des principales capitaines du Paris Saint-Germain depuis les années 2000.
Parmi les capitaines les plus mythiques du Paris Saint-Germain, il y a notamment Sabrina Delannoy qui a fait toute sa carrière au PSG et a notamment pu prendre ses responsabilités à plusieurs reprises en marquant des penalties décisifs comme celui en 2011 dans les dernières minutes face à Montpellier qui permit aux Parisiennes de disputer la première Ligue des champions de l'histoire du club, ou celui en demi-finale retour de la Ligue des champions en 2017 face au FC Barcelone qui assura au club de disputer sa deuxième finale de Ligue des champions.
La Brésilienne Formiga, recrutée en 2017, restera dans l'histoire, de par sa longévité au très haut niveau. En effet, la capitaine du PSG en 2018-2019 joue pas moins de quatre saisons dans la capitale, jusqu'en 2021 à l'âge de 43 ans. Elle détient notamment seule depuis 2019 le record de participation en Coupe du monde (7), féminine et masculine confondues. En début de saison 2019-2020, le brassard est remis à la défenseure espagnole Irene Paredes, qui devient en 2021 la première capitaine à soulever le trophée de championne de France. À la suite du départ de l'Espagnole à Barcelone, Grace Geyoro, Rouge & Bleu de formation, récupère le brassard de capitaine.

#### Les plus capées
La joueuse ayant fait le plus d'apparition en compétition officielle avec le PSG est Sabrina Delannoy (321 fois). Plus précisément, elle est également celle ayant apparue le plus de fois en Division 1 Féminine (244) et en Coupe de France féminine (45).
Ce tableau retrace la liste des joueuses les plus capées de l'histoire du Paris Saint-Germain depuis 2001 (année de la remontée du club en Division 1).
| Rang | Joueuses                | Période    | Championnat | Coupe | Europe | TdC | Total |
| 1re  | Sabrina Delannoy        | 2005-2017  | 244         | 45    | 32     | —   | 321   |
| 2e   | Grace Geyoro            | 2014-      | 179         | 35    | 53     | 3   | 270   |
| 3e   | Laure Boulleau          | 2005-2018  | 181         | 36    | 15     | —   | 232   |
| 4e   | Marie-Antoinette Katoto | 2015- 2025 | 156         | 26    | 42     | 1   | 225   |
| 5e   | Nonna Debonne           | 2004-2014  | 164         | 27    | 4      | —   | 195   |
| 6e   | Sandy Baltimore         | 2017- 2024 | 111         | 26    | 43     | 2   | 182   |
| 7e   | Candice Prévost         | 2003-2012  | 159         | 20+   | 3      | —   | 182+  |
| 8e   | Ashley Lawrence         | 2017-2023  | 112         | 27    | 37     | 2   | 178   |
| 9e   | Jessica Houara          | 2009-2016  | 130         | 25    | 19     | —   | 174   |
| 10e  | Kadidiatou Diani        | 2017-2023  | 114         | 21    | 31     | 2   | 168   |

#### Meilleures buteuses
La meilleure buteuse de l'histoire du club est actuellement Marie-Antoinette Katoto avec 179 buts en compétitions officielles. Elle est également la meilleure buteuse en Division 1 (131 buts). En Ligue des champions, Marie-Antoinette Katoto a également inscrit le plus de buts avec 28 réalisations.
Ce tableau retrace la liste des meilleures buteuses de l'histoire du Paris Saint-Germain depuis les années 2001 (année de la remontée du club en Division 1).
| Rang | Joueuses                | Période             | Championnat | Coupe | Europe | TdC | Total |
| 1re  | Marie-Antoinette Katoto | 2015- 2025          | 119         | 20    | 28     | 0   | 179   |
| 2e   | Marie-Laure Delie       | 2007-2008 2013-2018 | 92          | 32    | 6      | —   | 130   |
| 3e   | Kadidiatou Diani        | 2017-2023           | 74          | 6     | 11     | 0   | 91    |
| 4e   | Ingrid Boyeldieu        | 2001-2005 2008-2010 | 55          | 3     | —      | —   | 58    |
| 5e   | Lindsey Horan           | 2012-2016           | 46          | 8     | 3      | —   | 57    |
| 6e   | Grace Geyoro            | 2014-               | 41          | 7     | 6      | 0   | 54    |
| 7e   | Cristiane               | 2015-2017           | 26          | 12    | 12     | —   | 50    |
| 8e   | Kosovare Asllani        | 2012-2016           | 39          | 5     | 1      | —   | 45    |
| 8e   | Kenza Dali              | 2011-2016           | 36          | 7     | 2      | —   | 45    |
| 10e  | Sandy Baltimore         | 2017-               | 30          | 7     | 6      | 0   | 43    |

#### Joueuses étrangères
Depuis les investissements importants des dirigeants du club et de QSI dans l'équipe féminine en 2012, le PSG cherche à attirer de grandes stars internationales. Ainsi, viennent en 2015 les Brésiliennes Érika et Cristiane, stars de la sélection brésilienne. Le PSG réussit également à recruter des championnes du monde allemande telles que Annike Krahn, Linda Bresonik ou Anja Mittag. Mais aussi des grandes joueuses américaines telles que Lindsey Horan ou Tobin Heath, future championne du monde 2015.

#### Palmarès international
Plusieurs joueuses internationales ont remporté une compétition avec leur sélection alors qu'elles étaient joueuses du PSG.
En 2013, Annike Krahn, au club depuis un an, devient avec l'Allemagne championne d'Europe pour la seconde fois.
Lors des Jeux olympiques de Tokyo en 2021, les Canadiennes du PSG Ashley Lawrence et Jordyn Huitema remportent la médaille d'or face à la Suède d'Amanda Ilestedt, recrutée par le club parisien juste avant la compétition, qui ramène l'argent. En 2016 à Rio, Lawrence avait remporté la médaille de bronze.
Le 10 août 2024, Korbin Albert est médaillée d'or après la victoire des États-Unis face au Brésil, lors des Jeux Olympiques de Paris.

### Entraîneurs
Sébastien Thierry, entraîneur de l'équipe féminine de 1999 à 2004, fut l'acteur de la remontée définitive du club en première division en 2001. Le duo Camillo Vaz-Karine Noilhan a quant à lui gagné le premier titre majeur du club : le Challenge de France 2010.
Depuis la reprise en main en 2012 de la section féminine par QSI, qui a racheté le club en 2011, six entraîneurs se sont succédé à la tête de l'équipe première. Olivier Echouafni est le premier à emmener le club vers son premier titre de championne de France.
À noter également que Patrice Lair ne participe pas à la finale de la coupe de France 2017-2018, étant en arrêt maladie. C'est son adjoint Bernard Mendy qui prend la tête du groupe pendant ce match victorieux, avec un trophée au bout.
| Entraîneur                 | Période   | Titres                    | Matchs dirigés | Victoires | Nuls | Défaites | % victoires |
| -------------------------- | --------- | ------------------------- | -------------- | --------- | ---- | -------- | ----------- |
| Sébastien Thierry          | 1999-2004 | National 1B (1)           | 112            | 56        | 24   | 30       | 50 %        |
| Cyril Combettes            | 2004-2007 |                           | 68             | 20        | 15   | 33       | 29,41 %     |
| Robert Levêque (intérim)   | 2007      |                           | 3              | 0         | 1    | 2        | 0 %         |
| Éric Leroy                 | 2007-2009 |                           | 52             | 21        | 12   | 19       | 40,38 %     |
| Camillo Vaz Karine Noilhan | 2009-2010 | Challenge de France (1)   | 27             | 19        | 6    | 2        | 70,37 %     |
| Camillo Vaz                | 2010-2012 |                           | 55             | 37        | 7    | 11       | 67,27 %     |
| Farid Benstiti             | 2012-2016 |                           | 126            | 97        | 15   | 14       | 76,98 %     |
| Patrice Lair               | 2016-2018 | Coupe de France (1)       | 64             | 49        | 9    | 6        | 76,56 %     |
| Bernard Mendy (intérim)    | 2018      | Coupe de France (1)       | 1              | 1         | 0    | 0        | 100 %       |
| Olivier Echouafni          | 2018-2021 | Championnat de France (1) | 90             | 71        | 11   | 8        | 78,89 %     |
| Didier Ollé-Nicolle        | 2021-2022 | Coupe de France (1)       | 35             | 28        | 5    | 2        | 80 %        |
| Bernard Mendy (intérim)    | 2022      |                           | 2              | 0         | 0    | 2        | 0 %         |
| Gérard Prêcheur            | 2022-2023 |                           | 40             | 26        | 7    | 7        | 65 %        |
| Jocelyn Prêcheur           | 2023-2024 | Coupe de France (1)       | 40             | 24        | 9    | 7        | 60 %        |
| Fabrice Abriel             | 2024-2025 |                           | 28             | 19        | 5    | 4        | 67,86 %     |
| Paulo César                | 2025-     |                           |                |           |      |          |             |

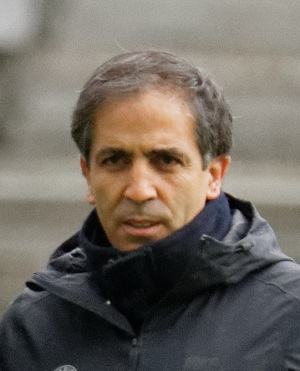
Farid Benstiti, premier entraîneur de l'ère qatarie et finaliste de la LdC 2015.
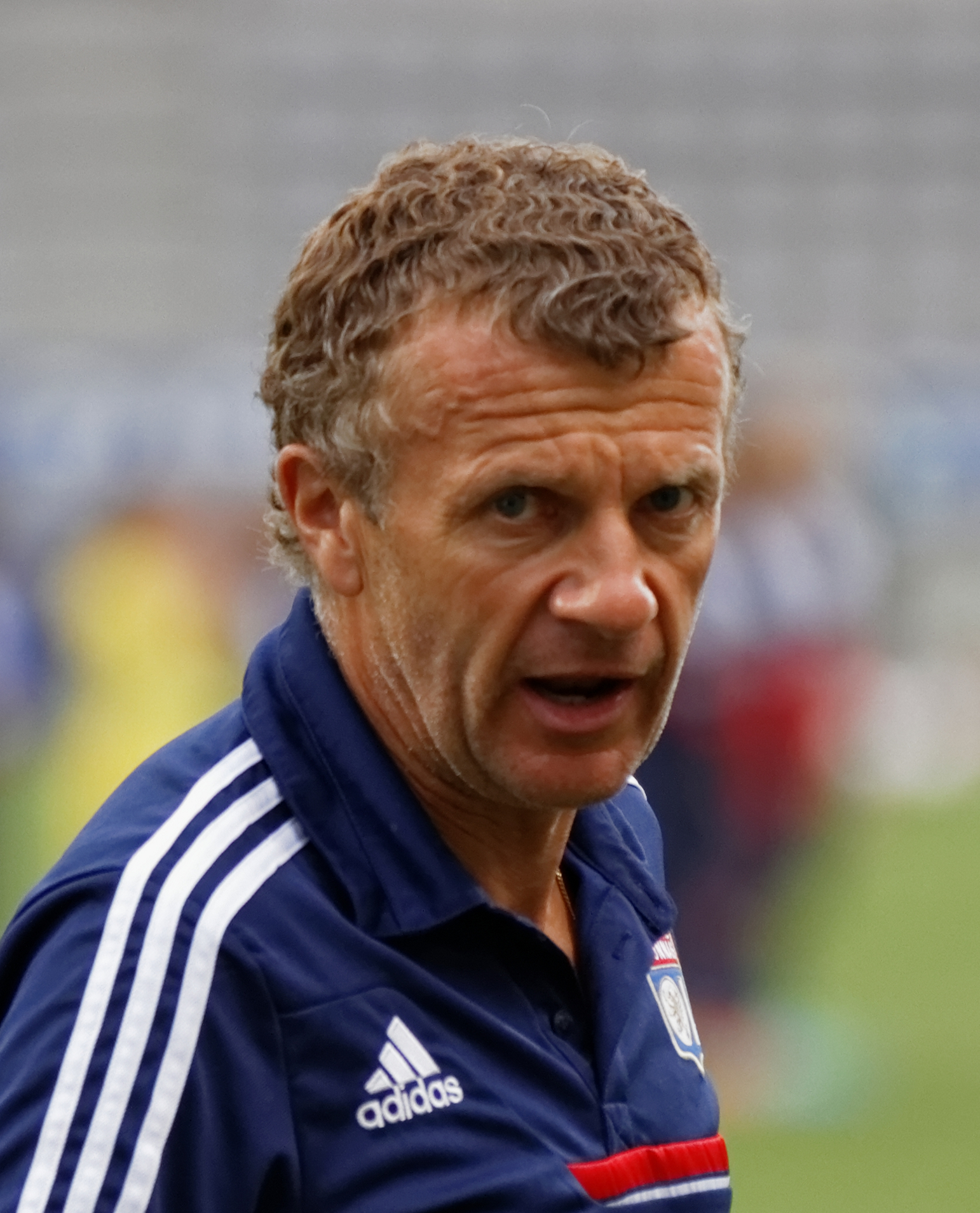
Patrice Lair, finaliste de la Ligue des champions 2017.
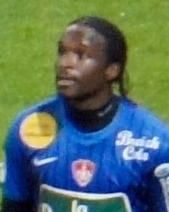
Bernard Mendy, vainqueur de la Coupe de France 2018.
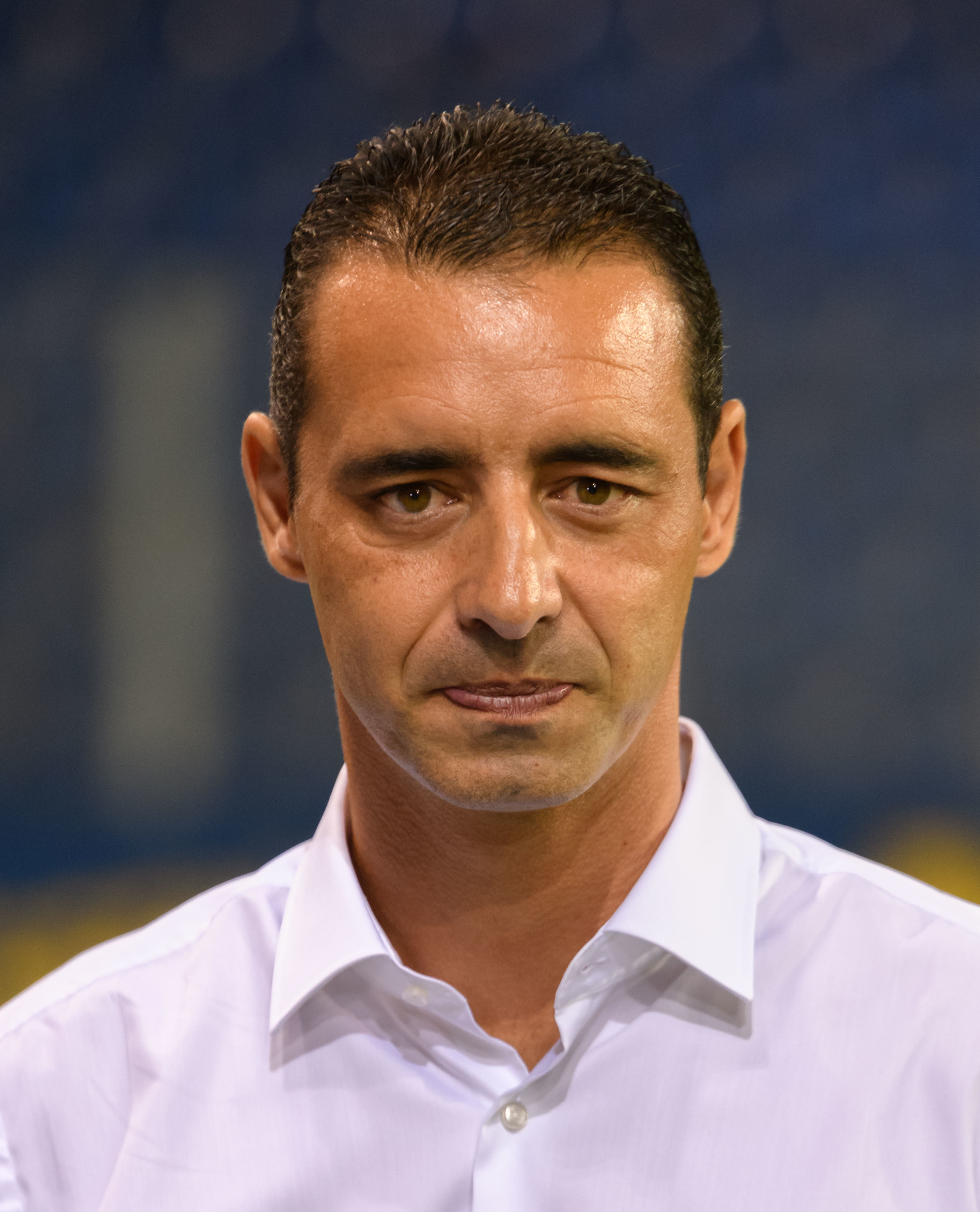
Olivier Echouafni, premier entraîneur champion de France.

## Effectif professionnel actuel
Le premier tableau liste l'effectif professionnel du Paris Saint-Germain pour la saison 2025-2026. Le second recense les prêts effectués par le club lors de cette même saison.

## Structures du club

### Organigramme
| Poste                        | Nom                |
| ---------------------------- | ------------------ |
| Président                    | Nasser al-Khelaïfi |
| Directeur sportif            | Angelo Castellazzi |
| Directrice sportive adjointe | Sabrina Delannoy   |
| Attachée de presse           | Juliette Carouge   |

Après avoir professionnalisé son effectif depuis 2012, le PSG version féminin se dote d'une direction spécifique pour continuer sa progression à partir de la fin des années 2010. Ainsi, en novembre 2017, Bruno Cheyrou, ancien joueur professionnel, est nommé directeur sportif de la section féminine du PSG. Dans un poste nouvellement créé à la demande de l'entraîneur de l'époque, Patrice Lair, il a pour mission d'optimiser l'organisation de la section et ainsi améliorer sa compétitivité. Il prend également en charge la politique de recrutement. Se définissant comme un « homme de l'ombre », il a notamment eu pour objectif d'améliorer la synergie entre les moins de 19 ans, situées à Charléty (Paris XIIIe), et l'équipe première, à Bougival. Les jeunes sont ainsi rapatriées dans une structure sport-études avec scolarité et hébergement en face du centre d'entraînement.
À la suite de sa retraite sportive en mai 2018, Laure Boulleau devient coordinatrice sportive de la section féminine du club, un rôle très diverse créé pour elle. Il va du recrutement et l'accueil des recrues à l'observation des matchs, une présence aux entraînements et des échanges avec le staff et les joueuses, en passant par le médical, le sponsoring ou la stratégie médias.
Au printemps 2020, en pleine pandémie de Covid-19, la direction sportive du PSG féminin est remodelée à la suite du départ de Bruno Cheyrou à l'Olympique lyonnais,, puis à celui de Laure Boulleau qui quitte sa fonction de coordinatrice sportive de la section féminine pour se consacrer exclusivement à ses activités média. La section est alors prise en main directement par Leonardo, directeur sportif du club parisien, en lien avec son adjoint Angelo Castelazzi et Grégory Durand, directeur des affaires juridiques sportives et des relations institutionnelles du club.
En recherche d'un nouveau directeur sportif pour les féminines, l'implication de Leonardo et de son adjoint restant limitée, le PSG annonce officiellement en juin 2021 la nomination d'Ulrich Ramé au poste de manager général de la section féminine. Collaboration qui ne dure qu'une saison, Ramé étant remercié par le club après une année entachée de problèmes extra-sportifs. À sa place sont nommés l'Italien Angelo Castellazzi au poste de directeur sportif, avec pour adjointe Sabrina Delannoy, ancienne joueuse du PSG et directrice adjointe de la fondation du club.

### Stades

#### Différents terrains d'accueil

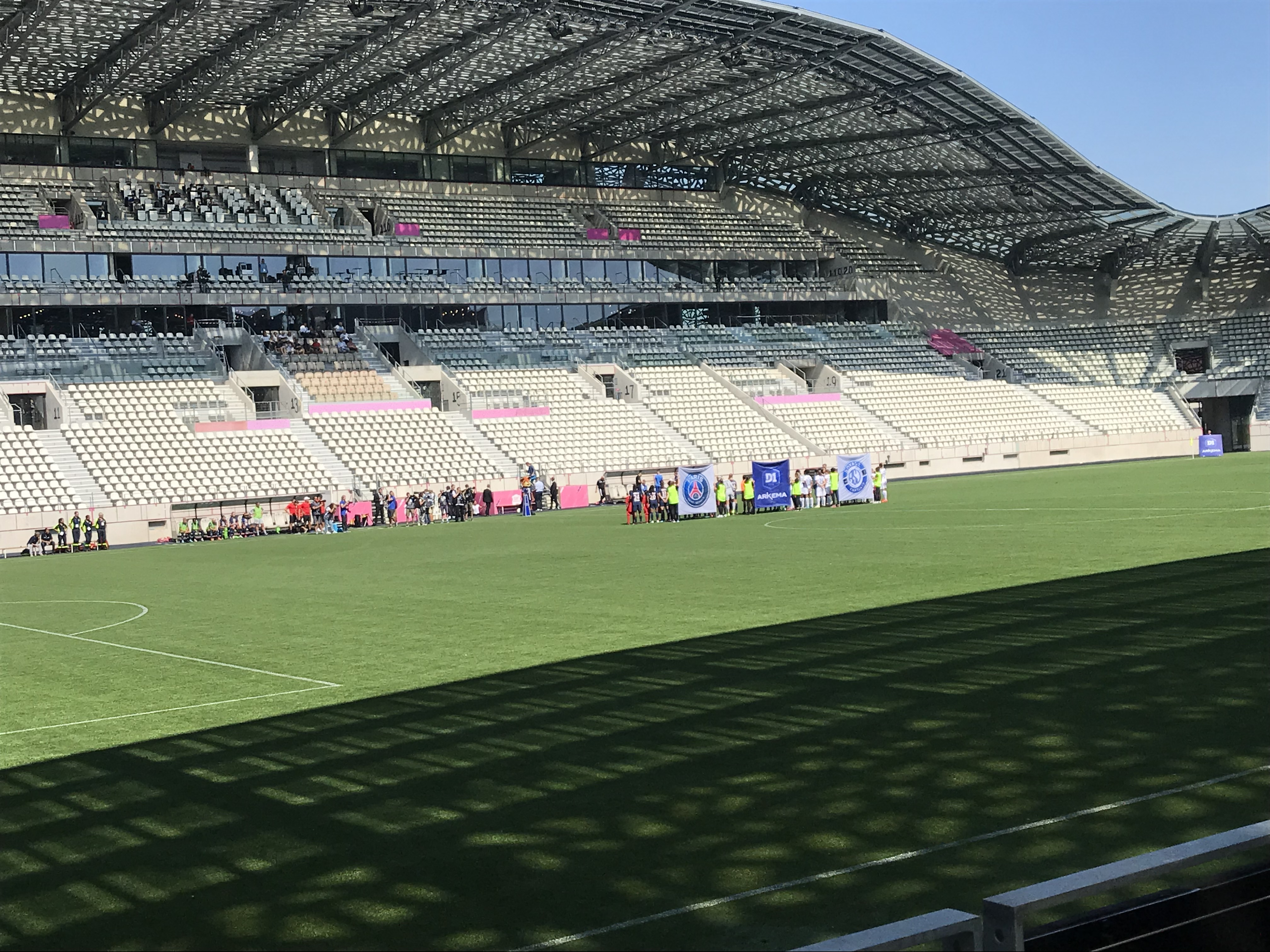
Un match du PSG au stade Jean-Bouin en 2019.

Le PSG féminin évolue de 2012 à 2017 au Stade Charléty à Paris, doté d'une capacité de 20 000 places. À son arrivée en 2016, l'entraîneur Patrice Lair émet le souhait de quitter le stade Charléty pour le Stade Georges-Lefèvre du Camp des Loges de Saint-Germain-en-Laye. Il sera entendu seulement pour les grosses affiches dans un premier temps. Lors de la saison 2017-2018, l'intégralité des matchs de l'équipe se joue au Camp des Loges.
De 2018 à 2020, le PSG joue la plupart de ses matchs au Stade Jean-Bouin, occupé par le Stade français, situé à côté du Parc des Princes. Seuls certains matchs restent joués au stade Georges-Lefèvre. Lors de la saison 2020-2021, en raison de la pandémie de Covid-19, la plupart des matchs se jouent à huis clos et les féminines retournent ainsi jouer au Camp des Loges. Depuis lors, malgré le retour des supporters, les féminines restent majoritairement jouer à Saint-Germain-en-Laye, ne jouant que quelques affiches par saison au Stade Jean-Bouin et au Parc des Princes. En octobre 2023, les féminines jouent également au stade Léo-Lagrange de Poissy en raison d'un champignon sur la pelouse du Stade Georges-Lefèvre.
Depuis 2024, alors que la section s'installe à Poissy, les Parisiennes jouent désormais les rencontres non délocalisées au Parc ou à Jean-Bouin sur un terrain du campus dotée d'une tribune de 450 places pour une capacité totale de 700 spectateurs. La première rencontre sur ce terrain a lieu le 8 janvier 2024 face à Lille, rencontre remportée par les Parisiennes 6-0.

#### Parc des Princes
L'équipe féminine a également eu à plusieurs reprises la possibilité de jouer au Parc des Princes, enceinte de l'équipe masculine. La première fois en championnat le 18 octobre 2009 pour le derby contre Juvisy, devant 5 892 spectateurs. Le stade fut également utilisé lors des campagnes 2015, 2016 et 2017 en Ligue des champions. Lors de la saison 2020-2021, jouée à huis clos, le PSG féminin est de retour à deux reprises au Parc des Princes, le 20 novembre 2020 pour une victoire 1-0 face à Lyon en D1, et le 24 mars 2021 pour une défaite 0-1 contre Lyon en Ligue des champions. Depuis lors, les grosses affiches de chaque saison se jouent souvent au Parc. Au total, le PSG compte onze victoires en vingt rencontres jouées au Parc des Princes.
Alors la plupart des matchs des féminines joués au Parc des Princes était à perte pour le PSG, le club a pour la première dégagé des bénéfices lors de la demi-finale de Ligue des champions contre Lyon le 28 avril 2024. En effet, alors que les grosses affluences sont souvent gonflées par énormément d'invitations, le club a cette fois vendu sur la billetterie grand public 80 % des tickets, permettant un chiffre d'affaires record d'environ 300 000 euros pour un bénéfice de 100 000 euros. En comparaison, l'affluence record des féminines au Parc de 43 254 spectateurs en avril 2023, avec une large majorité d'invitations, n'avait engrangé que 135 000 euros de recettes.
|    | Date             | Compétition                                              | Adversaire         | Score              | Affluence | Réf.    |
| -- | ---------------- | -------------------------------------------------------- | ------------------ | ------------------ | --------- | ------- |
| 1  | 18 octobre 2009  | Division 1 2009-2010 - 4e journée                        | FCF Juvisy         | 1-0                | 5 892     | [ 207 ] |
| 2  | 28 mars 2015     | Ligue des champions 2014-2015 - Quart de finale retour   | Glasgow City FC    | 5-0                | 11 318    | [ 208 ] |
| 3  | 2 mai 2016       | Ligue des champions 2015-2016 - Demi-finale retour       | Olympique lyonnais | 0-1                | 5 855     | [ 209 ] |
| 4  | 29 mars 2017     | Ligue des champions 2016-2017 - Quart de finale retour   | Bayern Munich      | 4-0                | 13 974    | [ 210 ] |
| 5  | 29 avril 2017    | Ligue des champions 2016-2017 - Demi-finale retour       | FC Barcelone       | 2-0                | 19 192    | [ 211 ] |
| 6  | 20 novembre 2020 | Division 1 2020-2021 - 9e journée                        | Olympique lyonnais | 1-0                | Huis clos | [ 212 ] |
| 7  | 24 mars 2021     | Ligue des champions 2020-2021 - Quart de finale retour   | Olympique lyonnais | 0-1                | Huis clos | [ 213 ] |
| 8  | 9 novembre 2021  | Ligue des champions 2021-2022 - Phase de poules          | Real Madrid        | 4-0                | 18 344    | [ 214 ] |
| 9  | 30 mars 2022     | Ligue des champions 2021-2022 - Quart de finale retour   | Bayern Munich      | 2-2                | 27 262    | [ 215 ] |
| 10 | 30 avril 2022    | Ligue des champions 2021-2022 - Demi-finale retour       | Olympique lyonnais | 1-2                | 43 254    | [ 216 ] |
| 11 | 16 décembre 2022 | Ligue des champions 2022-2023 - Phase de poules          | Real Madrid        | 2-1                | 16 319    | [ 217 ] |
| 12 | 22 mars 2023     | Ligue des champions 2022-2023 - Quart de finale aller    | VfL Wolfsburg      | 0-1                | 17 465    | [ 218 ] |
| 13 | 21 mai 2023      | Division 1 2022-2023 - 21e journée                       | Olympique lyonnais | 0-1                | 18 876    | [ 219 ] |
| 14 | 1er octobre 2023 | Division 1 2023-2024 - 2e journée                        | Olympique lyonnais | 0-1                | 15 899    | [ 220 ] |
| 15 | 18 octobre 2023  | Ligue des champions 2023-2024 - 2e tour de qualification | Manchester United  | 3-1                | 10 358    | [ 221 ] |
| 16 | 14 décembre 2023 | Ligue des champions 2023-2024 - Phase de poules          | AS Roma            | 2-1                | 4 072     | [ 222 ] |
| 17 | 24 janvier 2024  | Ligue des champions 2023-2024 - Phase de poules          | Ajax Amsterdam     | 3-1                | 6 888     | [ 223 ] |
| 18 | 28 mars 2024     | Ligue des champions 2023-2024 - Quart de finale retour   | BK Häcken          | 3-0                | 11 674    | [ 224 ] |
| 19 | 28 avril 2024    | Ligue des champions 2023-2024 - Demi-finale retour       | Olympique lyonnais | 1-2                | 29 400    | [ 225 ] |
| 20 | 11 mai 2024      | Division 1 2023-2024 - Demi-finale                       | Paris FC           | 2-2 (5-4 t. a. b.) | 5 971     | [ 226 ] |
| 21 | 18 janvier 2025  | Première Ligue 2024-2025 - 13e journée                   | Olympique Lyonnais | 0-2                | 20 489    | [ 227 ] |
| 22 | 11 mai 2025      | Première Ligue 2024-2025 - Demi-finale                   | Paris FC           | 3-0                | 5 567     | [ 228 ] |

### Centre d'entraînement
Les féminines du PSG, dans l'optique de poursuivre la professionnalisation de leur section, se sont installées à compter de la saison 2012-2013 sur l'île de la Loge à Bougival, dans les Yvelines, dans un centre d'entraînement qui leur est réservé, le PSG louant une partie du Centre sports et loisirs de la Banque de France.
À l'été 2023, lors du déménagement de l'équipe professionnelle masculine dans un nouveau centre d'entraînement sur les terrasses de Poncy à Poissy, il était prévu que la section féminine du club s'installe durablement au Camp des loges à la place des garçons. Mais ce ne sera finalement que temporaire pour six mois, les féminines rejoignant également le nouveau campus de Poissy, appelé Campus PSG, début janvier 2024,,.

### Finances
Avec l'arrivée des Qataris à la tête du club, les investissements dans le PSG féminin ont augmenté afin de rendre l'équipe compétitive sur la scène nationale et européenne. Le budget du club s'est ainsi considérablement accru, passant de 4,5 millions d'euros en 2012-2013 à 7,5 millions d'euros seulement un an plus tard en 2013-2014. Ce budget fait du club un des plus riche d'Europe, devant même l'Olympique lyonnais jusqu'en 2015 qui possédait un budget de 3 voir 3,5 millions d'euros. Le budget va alors ensuite relativement rester stable avec 6,7 millions d'euros en 2014-2015, puis 7 millions d'euros en 2016.
Une bonne partie du budget du PSG féminin intégrait jusqu'en 2023 la location du complexe sportif de Bougival, appartenant à la Banque de France. Malgré le déménagement au Campus PSG, le budget reste stable avec la création d'un centre de formation féminin homologué par la FFF, un investissement important pour le club.

## Autres équipes
Le PSG Féminin disposait jusqu'en 2013 d'une équipe réserve qui évoluait en Division d'Honneur de Paris Ile-de-France et auparavant en Division 3, soit deux divisions en dessous de l'équipe première. En 2010-2011, l'équipe réserve remporte le championnat de Division d'Honneur. Mais en 2013-2014, le PSG dissout son équipe réserve, la jugeant inefficace concernant la formation de ses jeunes, et décide de privilégiée l'équipe U19, qui évolue en Championnat national de la catégorie. Cette dernière effectue une très belle saison, se qualifiant en phase finale de la compétition, avec une seule défaite au compteur durant la phase championnat (21 victoires, 1 défaite) et après avoir écarté Saint-Étienne en demi-finales, elles perdront 2-1 en finale contre Lyon.
La même confrontation a lieu en 2014-2015 et l'Olympique lyonnais bat à nouveau le PSG. C'est en 2016 que l'équipe parisienne prend sa revanche en l'emportant 3 à 1 contre les Lyonnaises. Elles remportent à nouveau le titre contre ces mêmes Lyonnaises en 2017 aux tirs au but (3-2). Alors que l'équipe reste sur un doublé et quatre finales disputées de rang, l'entraîneur Pierre-Yves Bodineau est remercié par le club, à cause de mauvaises relations avec Patrice Lair, coach de l'équipe première. À l'issue de la saison 2017-2018, le PSG atteint de nouveau la finale du Challenge National face à Montpellier, mais perdra 2-0 lors de sa cinquième finale consécutive, avec Sébastien Thierry comme entraîneur. Lors de la saison 2018-2019, le PSG se retrouve une nouvelle fois en finale face à l'OL, les Parisiennes déchaînées l'emportent 4-2, portées par un duo Thelma Eninger - Vicki Becho qui a fait voler en éclats la défense de Lyon. Les Parisiennes entraînées par l'Argentin Jorge Quiroz depuis le début de la saison n'ont perdu qu'une seule fois durant la saison régulière. Quiroz part la saison suivante, remplacée par Grégory Bénarib. La saison est arrêtée par la pandémie de Covid-19, le titre ne sera pas attribué alors que le PSG était leader de la poule Elite, à la différence de buts devant Lyon. En 2021-22, l'OL devance le PSG dans la phase Elite du championnat national U19 assez largement. En 2022-23, les deux rivaux se retrouvent encore en phase Elite et se disputent le titre. Lors de la dernière journée de la seconde phase, les Parisiennes vont à Lyon et s'inclinent 5-3 dans un match fou où les Parisiennes ont cru pouvoir revenir à la marque en début de seconde période. En 2023-24, les jeunes Parisiennes sont entraînées par Paulo César et terminent encore deuxièmes du championnat.

## Soutien et image

### Supporters et affluence

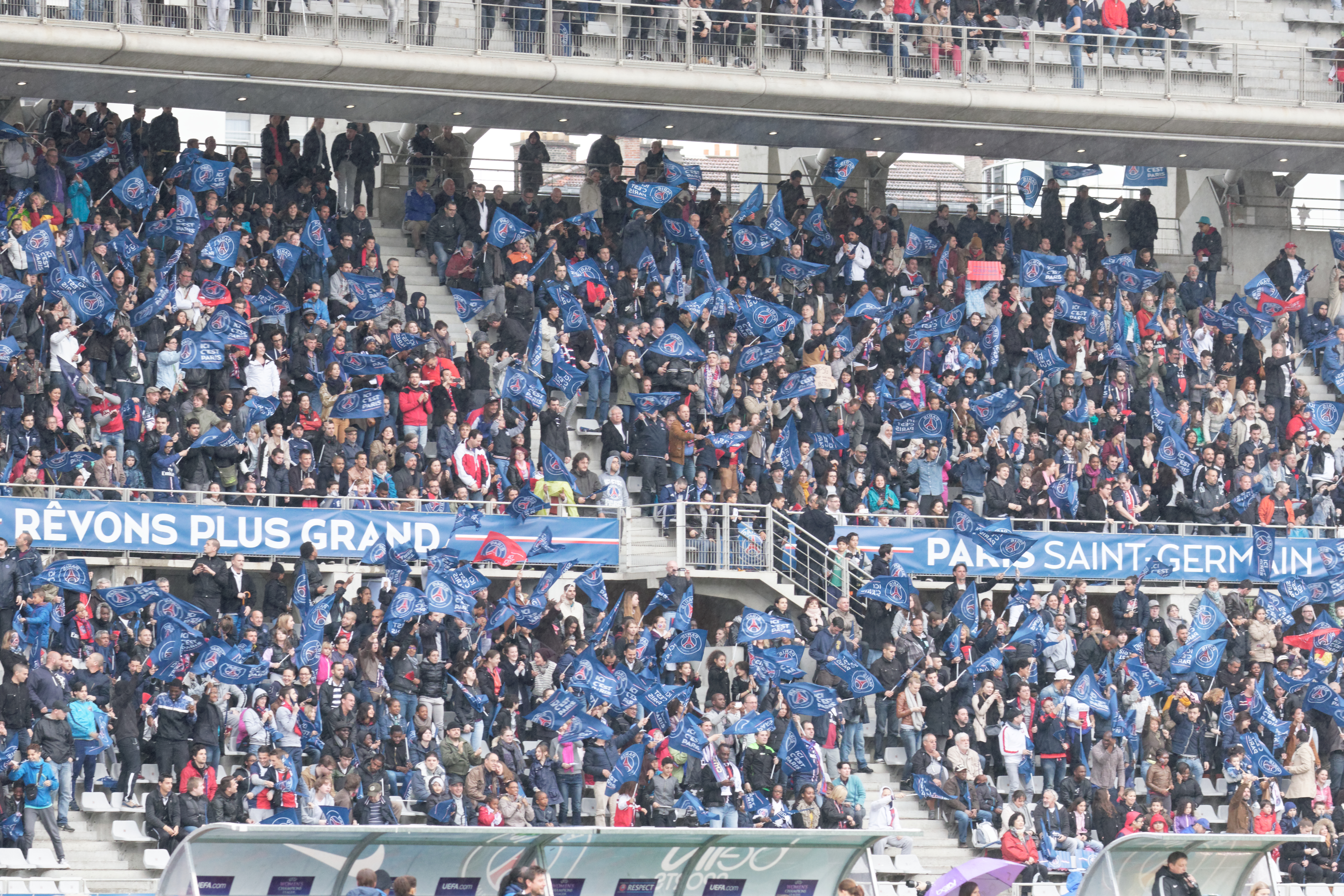
PSG - Wolfsburg au Stade Charléty, demi-finale de Ligue des champions 2014-2015.

Le PSG féminin bénéfice d'un fort soutient des ultras du PSG depuis les années 2010. En effet, à cette date, est mis en place le Plan Leproux qui leur interdit l'accès aux matchs de l'équipe masculine. Ainsi certains ont commencé à s'intéresser à l'équipe féminine et depuis un certain nombre d'ultras sont présents à chaque match de l'équipe. À la différence des hommes, les joueuses parisiennes semblent plus proche des ultras, n'hésitant pas à rester de longues minutes avec eux après les matchs, ce qui a renforcé les liens entre notamment le Collectif Ultras Paris et les Parisiennes. D'énormes soutiens populaires peuvent être observés lors des grands matchs de Ligue des champions ou contre Lyon en championnat. Comme par exemple lors du match de D1 contre Lyon le 18 novembre 2018 au Stade Jean-Bouin, ou lors de la demi-finale retour de Ligue des champions 2018-2019 contre Chelsea avec 1 500 à 2 000 ultras présents. Les ultras parisiens sont d'ailleurs souvent salués pour l'ambiance qu'ils mettent aux matchs, très animés par leurs chants. Un certain nombre va même jusqu'à traverser l'Europe pour suivre les déplacements européens de l'équipe parisienne. Au Stade Jean-Bouin, utilisé par le PSG depuis la saison 2018-2019, les ultras sont placés face à la tribune présidentielle.
Les meilleurs affluences du PSG à domicile sont principalement réalisées en Ligue des champions, le record du club étant battu lors du match contre l'Olympique lyonnais en demi-finale de Ligue des champions 2021-2022 avec 43 254 personnes présentes au Parc des Princes. Un record pour un match de club de football féminin en France. En championnat, le record d'affluence est détenu par l'affiche PSG-OL du 18 janvier 2025 lors de la 13e journée de Première Ligue, avec 20 489 personnes au Parc des Princes, 1 613 de plus que le précédent record.
|   | Date            | Lieu                    | Compétition                                            | Adversaire         | Spectateurs |
| - | --------------- | ----------------------- | ------------------------------------------------------ | ------------------ | ----------- |
| 1 | 30 avril 2022   | Parc des Princes, Paris | Ligue des champions 2021-2022 - Demi-finale retour     | Olympique lyonnais | 43 254      |
| 2 | 28 avril 2024   | Parc des Princes, Paris | Ligue des champions 2023-2024 - Demi-finale retour     | Olympique lyonnais | 29 400      |
| 3 | 30 mars 2022    | Parc des Princes, Paris | Ligue des champions 2021-2022 - Quart de finale retour | Bayern Munich      | 27 262      |
| 4 | 18 janvier 2025 | Parc des Princes, Paris | Première Ligue 2024-2025 - 13e journée                 | Olympique Lyonnais | 20 489      |
| 5 | 29 avril 2017   | Parc des Princes, Paris | Ligue des champions 2016-2017 - Demi-finale retour     | FC Barcelone       | 19 192      |

### Rivalité sportive

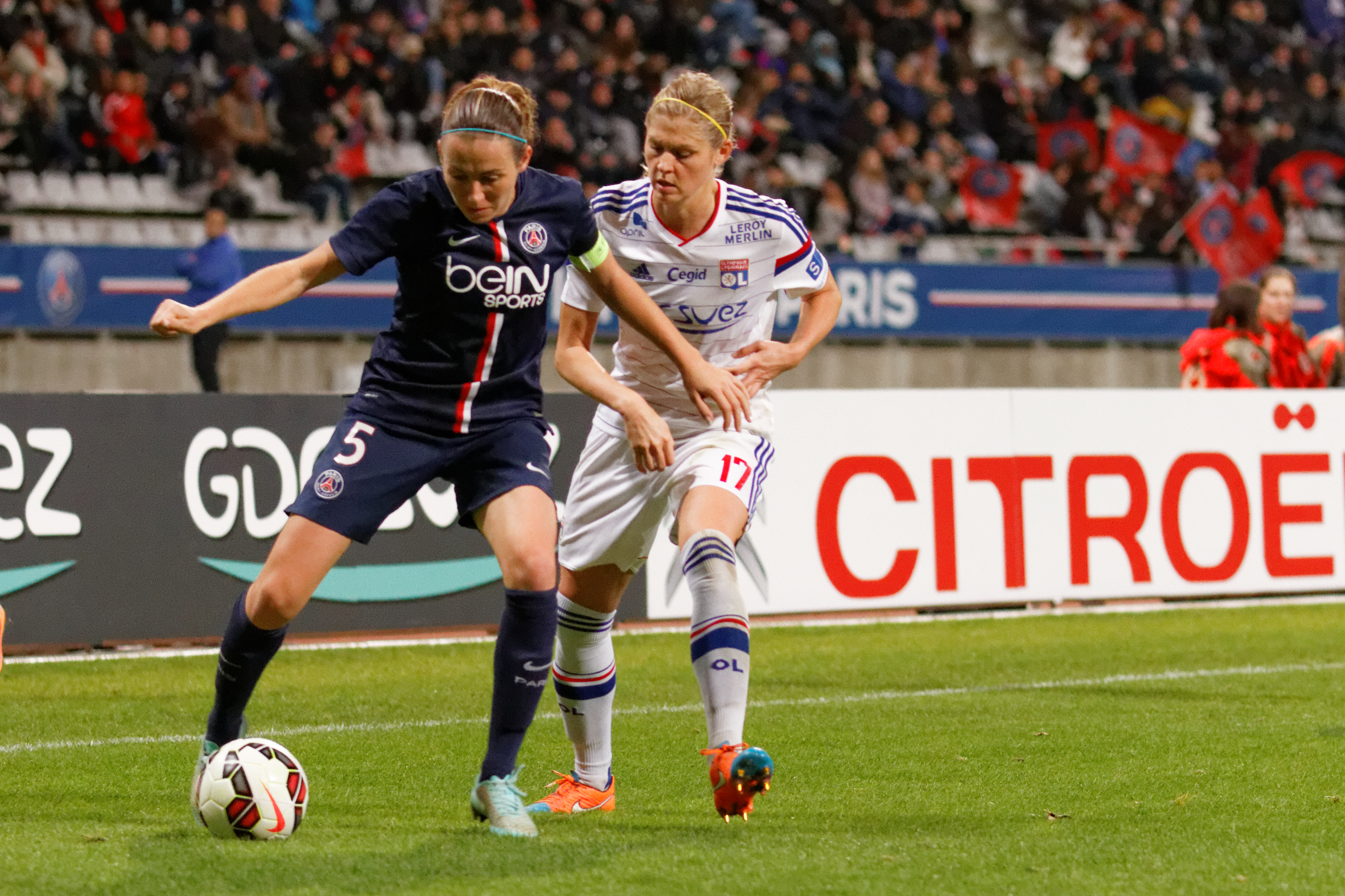
Un PSG-Lyon à Charléty.

Le Paris Saint-Germain est longtemps resté dans l'incapacité de défier l'Olympique lyonnais. Mais depuis les années 2010, grâce aux investissements réalisés avec l'arrivée des Qataris, le club est en concurrence très rude avec l'OL pour les différents titres nationaux. Ce sont la plupart du temps leurs confrontations en championnat ou en Coupe de France qui déterminent le champion ou le vainqueur de la compétition. Ce phénomène s'est même accentué avec la montée en puissance du PSG en Ligue des champions depuis 2015, une compétition où les deux clubs s'affrontent trois fois consécutivement : en quart en 2014-2015, en demi en 2016 et en finale en 2017. L'affiche devenant ainsi la première finale 100 % française de l'histoire de la ligue des champions. Le bilan de ces trois confrontations est d'une victoire du Paris Saint-Germain en quart de finale, contre deux victoires de l'Olympique lyonnais (dont une victoire 8-0).
Les Lyonnaises restent tout de même largement supérieures aux Parisiennes en termes de titres car depuis 2007 les rhodaniennes sont systématiquement championnes de France, tandis que les joueuses de la capitale terminent à la seconde place huit fois sur dix saisons depuis 2011. Elles ont gagné sept fois la Coupe de France contre deux fois pour les Parisiennes en les battant notamment deux fois en finale même si les Franciliennes prennent leur revanche en 2018 dans un scénario dantesque. Les Parisiennes menait 1-0 avant une interruption liée à un orage lors de la finale disputée au Stade de la Meinau. Elles ont su résister aux attaques rhodaniennes après l'interruption, malgré un but marqué mais refusé pour une faute sur la gardienne chilienne Christiane Endler. Enfin, les Lyonnaises ont participé à huit finales de Ligue des champions et en ont remporté six (dont une face aux franciliennes) contre seulement deux finales perdues pour le Paris Saint-Germain. De plus, le club parisien ne reste pas à l'abri de rares grosses déconvenues comme la défaire 7-0 en demi-finale de Ligue des champions en avril 2016 ou la défaite 5-0 en championnat au Groupama Stadium en avril 2019.
Depuis l'arrivée de Patrice Lair en 2016, l'écart tend toutefois à diminuer entre les deux formations. Lair a été capable de motiver ses troupes et d'obtenir une victoire 1-0 au Camp des Loges en décembre 2016, qui a permis au PSG de prendre seul la tête du championnat, avant d'abandonner ses espoirs de titre à la suite de l'affaire du match Albi-PSG où une joueuse non inscrite sur la feuille de match est entrée en jeu. Aussi, depuis la prise de fonction d'Olivier Echouafni en 2018, le PSG semble progresser et obtenir plus de maîtrise lors de ses oppositions face à l'OL, à l'image de la rencontre du Trophée des championnes 2019, où le PSG est parvenu durant des périodes assez longues à contester la domination lyonnaise.
Le PSG parvient par périodes à s'imposer face à Lyon, notamment en Ligue des champions, où les Parisiennes ont éliminé les Lyonnaises en quart de finale de l'édition 2020-21. Une année faste pour le PSG qui remporte le titre de champion de France pour la première fois de son histoire, mettant fin à une série de 14 titres consécutifs pour Lyon.

### Derby (rivalité territoriale)

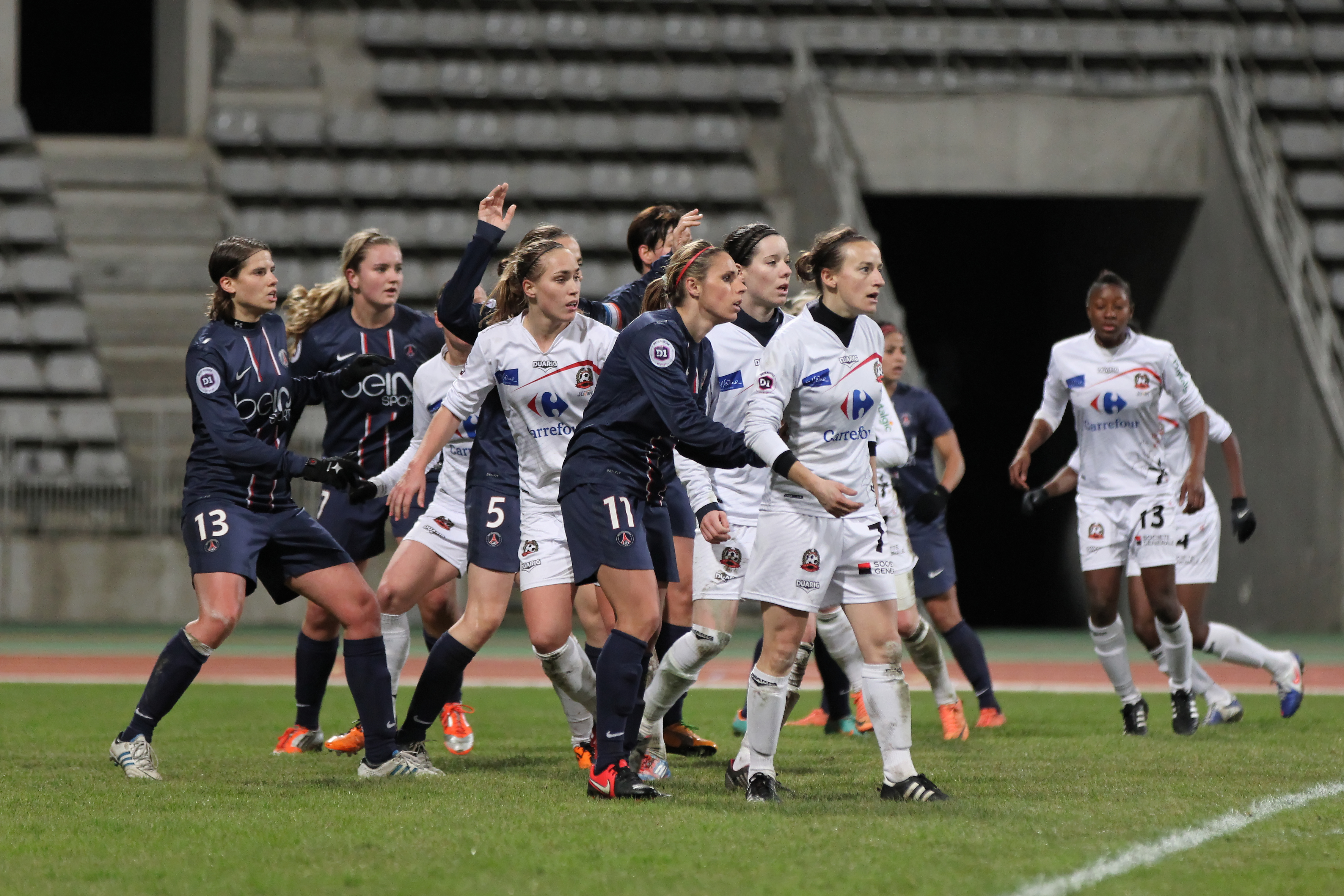
Un PSG-Juvisy en 2012.

La première confrontation entre le PSG et le club essonnien FCF Juvisy, devenu le Paris FC en 2017, remonte au 27 octobre 1979. Des années 1990 à la fin des années 2000, les victoires sont principalement du côté de Juvisy même si les Parisiennes parviennent tout de même à arracher quelques victoires, dont une lors d'une demi-finale de Challenge de France qui les envoient pour la première fois en finale d'une compétition majeure. Mais depuis 2013 et la dernière victoire de Juvisy dans le derby, le PSG ne laisse que très peu d'espoir à son rival régional. Les années passant, le PSG inscrit de plus en plus de scores larges en sa faveur, la confrontation se galvaudant peu à peu.
Au début des années 2020, le Paris FC s'impose comme la troisième force de la D1 et le derby retrouvent un enjeu sportif. Ainsi les deux clubs parisiens s'affrontent en 2023-2024 en championnat pour se disputer la deuxième place, en demi-finale de Coupe de France et en demi-finale des playoffs du championnat. Le premier match est remporté par les Parisiennes du PSG d'un but d'écart, mais les suivants sont très disputés et sont conclus en match nul. Le PSG se qualifie aux tirs au but dans les deux compétitions.